# Stardust (sonde spatiale)
Vous lisez un « bon article » labellisé en 2013.
Pour les articles homonymes, voir Stardust.

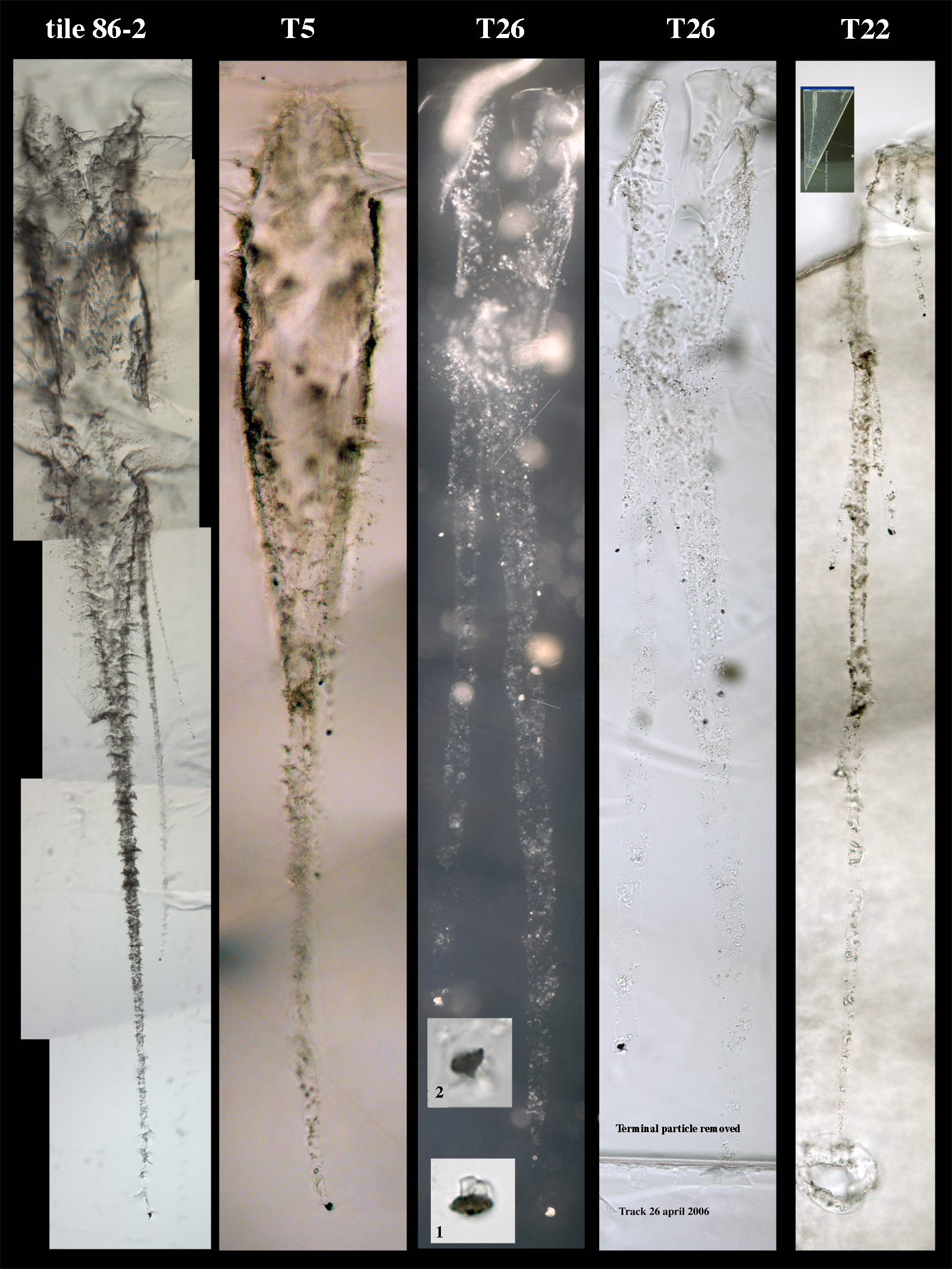
Particules de la comète 81P/Wild piégées dans l'aérogel du collecteur de la sonde spatiale Stardust.

Stardust (en français, « Poussière d'étoile ») est une mission interplanétaire de l'agence spatiale américaine, la NASA. La sonde spatiale développée a pour objectif de ramener sur Terre des échantillons de la queue de la comète 81P/Wild ainsi que des poussières interstellaires. La sonde est lancée le 7 février 1999 par une fusée Delta II puis a recours à l'assistance gravitationnelle de la Terre pour rejoindre sa cible. Le 24 janvier 2004, Stardust traverse la queue de la comète en passant à moins de 236 km de son noyau et capture plusieurs milliers de particules dans un collecteur rempli d'aérogel. Ces échantillons reviennent sur Terre dans une capsule qui, après s'être détachée de la sonde, effectue une rentrée atmosphérique avant d'atterrir en douceur le 15 janvier 2006 dans le désert de l'Utah aux États-Unis. Stardust est la première mission à ramener un échantillon d'un corps céleste autre que la Lune.
Stardust est un petit engin spatial de moins de 400 kg conçu et réalisé très rapidement dans le cadre du programme Discovery en application du mot d'ordre « faster, better, cheaper » appliqué par la NASA dans les années 1990 avec plus ou moins de réussite. Sa charge utile principale est constituée d'un système destiné à collecter des échantillons de la comète et d'une capsule d'échantillon chargée de ramener le prélèvement sur Terre. Une caméra, un spectromètre de masse et un détecteur de particules viennent compléter cet ensemble. Pour traverser sans dégât majeur la queue de la comète, la sonde spatiale met en œuvre des boucliers Whipple.
Les échantillons collectés dans la queue de la comète font, depuis leur retour sur Terre, l'objet d'analyses par des scientifiques du monde entier. En contradiction avec les théories dominantes sur la formation des comètes, les particules recueillies ne sont pas faites du matériau primordial à l'origine du système solaire, mais sont le résultat d'un mélange de particules aux caractéristiques très différentes dont certaines se sont formées à proximité immédiate du proto-Soleil. Par ailleurs, un acide aminé, la glycine, a été trouvé, confortant la théorie selon laquelle les comètes auraient pu contribuer à l'apparition de la vie sur Terre en fournissant les briques élémentaires nécessaires. Les 72 photos de la comète 81P/Wild prises par Stardust montrent un relief beaucoup plus tourmenté que ce qui était attendu. Plusieurs particules de poussière interstellaire, dont l'origine reste toutefois à confirmer en 2014, ont été identifiées et présentent une composition en partie différente de ce que prévoient les modèles en vigueur.
En juillet 2007, la NASA décide d'assigner à la sonde spatiale une seconde mission : Stardust doit effectuer un survol de la comète Tempel 1 qui avait été percutée volontairement par l'impacteur de Deep Impact. La NASA espère tirer de ces observations des informations sur l'évolution des comètes en comparant les données fournies par ce survol avec celles obtenues par la sonde Deep Impact. Stardust passe le 15 février 2011 à moins de 191 km de la comète. Peu après, la NASA met fin à la mission de Stardust qui a épuisé le carburant lui permettant de contrôler son orientation.

## Contexte

### Principales caractéristiques d'une comète

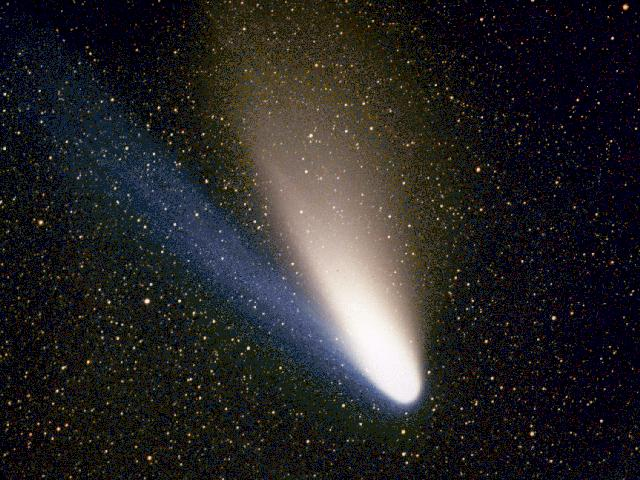
Sur cette photo de Hale-Bopp les deux queues qui caractérisent une comète à l'approche du Soleil sont clairement visibles.

Une comète est un corps céleste de petite taille (généralement moins de 10 km de diamètre) composé en grande partie de glace d'eau qui parcourt une orbite elliptique au cours de laquelle il s'approche du Soleil, le contourne avant de s'éloigner vers l'extérieur du système solaire. À l'approche du Soleil, la comète se transforme : la glace située à sa surface, portée à plusieurs centaines de degrés par l'énergie solaire, se sublime à un rythme qui peut être de plusieurs tonnes par seconde. Un nuage de gaz et de poussière d'un diamètre qui atteint plusieurs dizaines de milliers de kilomètres de rayon, la chevelure ou coma, se forme autour du corps de la comète appelé noyau. Les particules solides (poussières) poussées par la pression de radiation s'éloignent progressivement de la comète dans la direction opposée à celle du Soleil à une vitesse radiale comprise entre quelques centaines de mètres par seconde et quelques km/s en fonction des caractéristiques des grains de poussière. Les poussières forment une longue traîne blanchâtre légèrement incurvée qui peut atteindre une longueur de plusieurs millions de kilomètres. L'action de la pression de radiation dépend des caractéristiques des poussières (taille, densité, porosité, etc.) et par conséquent les vitesses radiales différenciées entraînent un élargissement de la queue. Une deuxième queue de couleur bleutée, encore plus longue est constituée d'ions issus de la comète et poussés par le vent solaire à des vitesses comprises entre 10 et 100 km/s à l'opposé du Soleil,. Pour les comètes les plus actives, ces excroissances, éclairées par le Soleil, deviennent visibles à l'œil nu depuis la Terre. Tous ces phénomènes disparaissent lorsque la comète s'éloigne à nouveau du Soleil. La trajectoire des comètes est très variable. Certaines, en provenance de l'orbite de Jupiter, bouclent en quelques années leur orbite située dans l'écliptique, comme les planètes. D'autres en provenance du nuage d'Oort ont une période qui peut atteindre plusieurs millions d'années et peuvent circuler sur un autre plan que l'écliptique. Enfin, une fraction importante des comètes a une orbite parabolique ou hyperbolique : elles effectuent un passage unique près du Soleil avant de quitter définitivement le système solaire.

### Les comètes, témoins de la genèse du système solaire
Dans les années 1950 et 1960, les astronomes découvrent que les comètes qui passent près du Soleil prennent leur origine dans une région située au-delà des planètes extérieures qui s'étend entre 30 et 100 unités astronomiques du Soleil et qui a été baptisée ceinture de Kuiper du nom de son découvreur. Cette région est située à la marge du système solaire et les scientifiques émettent l'hypothèse qu'elle n'a pas été touchée par le phénomène d'échauffement qui a donné naissance au Soleil et aux planètes. Les comètes, dans la mesure où elles proviennent de cette région, contiendraient donc des reliques quasi intactes du matériau d'origine à partir duquel le système solaire s'est formé et leur étude pourrait fournir des indices importants sur ce processus de formation. Par ailleurs, les théories récentes attribuent aux comètes un rôle essentiel dans la transformation de la Terre en un lieu favorable à la vie : celles-ci auraient apporté l'eau qui baigne la planète ainsi que peut-être les premières briques organiques. L'analyse de la composition d'une comète dans ce contexte devient un objectif scientifique majeur.

### Choix du retour d'échantillons de particules cométaires sur Terre
L'envoi d'une mission spatiale à la rencontre d'une comète chargée d'analyser sur place les particules cométaires avec des instruments embarqués pourrait théoriquement permettre d'obtenir de nombreuses informations. Mais l'analyse d'échantillons de poussière interplanétaire et de météorites, déjà réalisée de manière régulière sur Terre, a démontré que des informations essentielles ne pouvaient être obtenues qu'en effectuant des analyses poussées à une échelle inférieure au micromètre. À ce niveau de détail, seuls des laboratoires installés sur Terre et disposant des instruments les plus récents sont capables d'obtenir des données précises sur la composition chimique, isotopique et minéralogique. Par ailleurs, sur Terre, les analyses effectuées peuvent être répétées et recoupées par des laboratoires indépendants. De plus, en disposant d'échantillons sur Terre, de nouvelles analyses peuvent être effectuées plus tard afin de bénéficier des progrès des techniques d'analyse et de l'instrumentation. C'est sur ce constat qu'une mission de retour d'échantillons de comète sur Terre est mise à l'étude.

### Quelle méthode de capture?
En 1986, la NASA envisage pour la première fois de ramener un échantillon de poussière cométaire lors du passage de la comète de Halley. Mais cette dernière a une orbite rétrograde autour du Soleil : la vitesse de survol est de 70 km/s et seuls des échantillons atomiques auraient pu être récupérés dans ces conditions. Le travail effectué sur cette mission qui n'a pas abouti a conduit les scientifiques à se fixer l'objectif de récupérer des échantillons intacts grâce à des conditions de capture permettant un échauffement modéré malgré l'hypervitesse de ceux-ci. Des matériaux sont testés pour dissiper l'énergie des particules et aboutissent à la sélection des aérogels qui ont été mis au point dans les années 1930.

### Recherche de la «bonne» comète
En 1984, la NASA avait commencé à effectuer une recherche systématique de comètes permettant un rendez-vous à des vitesses « lentes » (inférieures à 15 km/s) afin d'obtenir des échantillons de particules cométaires intactes. Pour limiter le coût de la mission, la comète à sélectionner devait également se trouver sur une trajectoire qui ne nécessitait pas de lancer la sonde spatiale à une vitesse élevée. L'histoire de la comète devait être au moins en partie connue et il fallait que la comète soit active c'est-à-dire qu'elle génère un nuage de particules cométaires. La comète 81P/Wild, qui n'est active que depuis peu, et qui permet un rendez-vous à la vitesse particulièrement basse de 5,4 km/s, répond parfaitement aux critères de sélection.

### Sélection de la mission

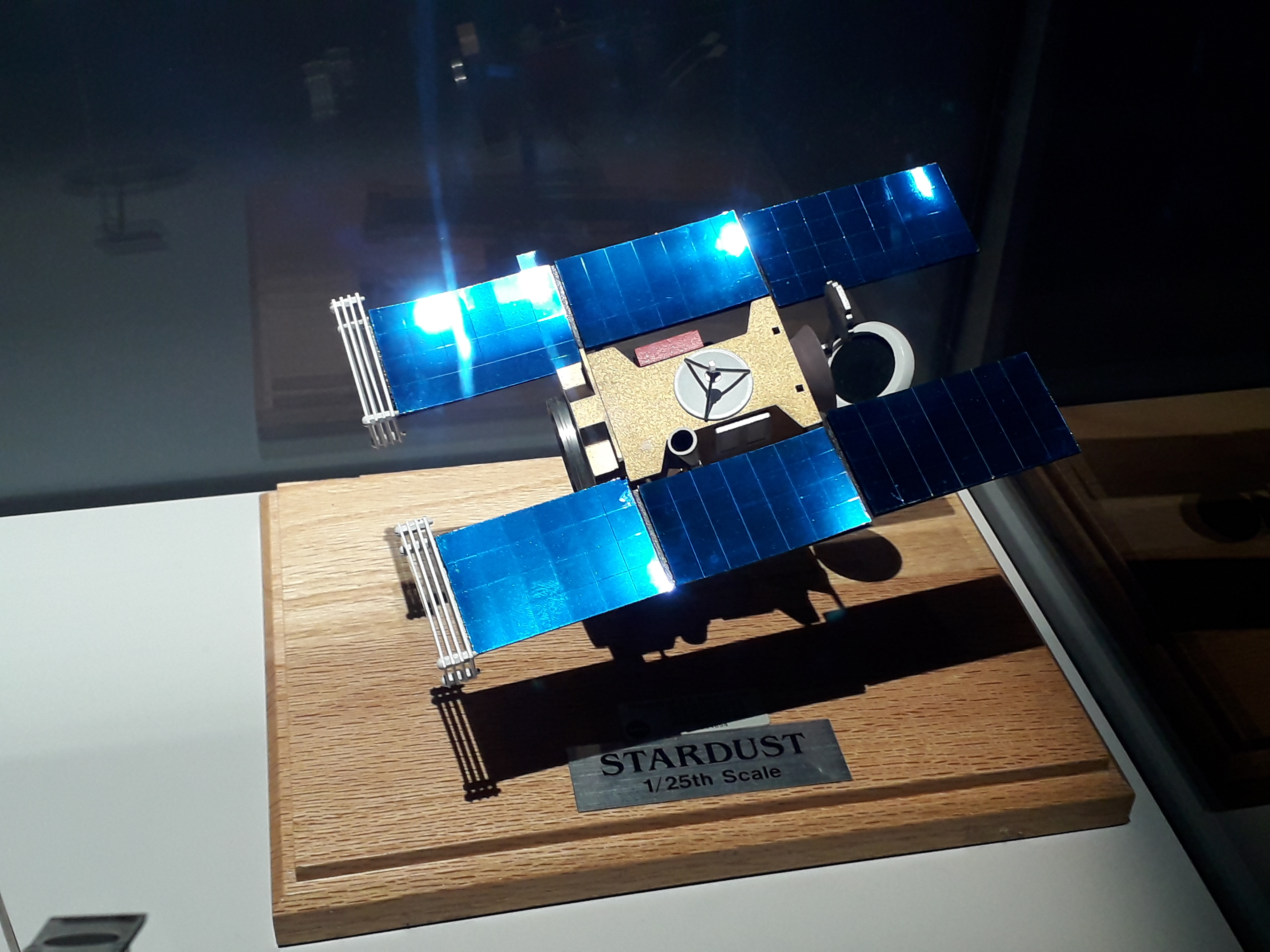
Maquette de la sonde Stardust lors d'une exposition au Muséum national d'histoire naturelle de Paris en 2018.

En février 1995, le centre spatial Jet Propulsion Laboratory, l'université de Washington (Seattle) et le constructeur aérospatial Martin Marietta (devenu par la suite Lockheed Martin) proposent le projet de sonde spatiale Stardust en réponse à un appel à candidatures lancé par la NASA pour sélectionner la quatrième mission de son programme Discovery. Celui-ci est établi en 1992 avec notamment une nouvelle approche de conception des missions spatiales, soutenue à cette période par l'administrateur de la NASA Daniel Goldin avec le slogan « plus vite, mieux, moins cher » (faster, better, cheaper) : le programme rassemble des missions scientifiques à coût modéré (moins de 199 millions $ en 1995 sans compter le lancement) dont la durée de développement ne doit pas excéder 3 ans. Le projet proposé a pour objectif le prélèvement d'un échantillon de particules provenant de la queue d'une comète. Il est l'aboutissement d'une décennie de projets similaires : Halley Earth Return, Comet Intercept and Sample Return (CISR), Giotto 2, CAESAR et Sample Of Comet Coma Earth Return (SOCCER). Le Dr Donald Brownlee de l'université de Washington, à l'origine de la découverte de particules d'origine interplanétaire et interstellaire dans la stratosphère baptisées particules Brownlee, est choisi comme Investigateur Principal. Le titulaire de ce poste, en application de la philosophie du programme Discovery qui vise à souder les équipes d'ingénieurs et de scientifiques, combine la définition des objectifs scientifiques, la responsabilité de la charge utile et la tenue des contraintes budgétaires et calendaires. Stardust est en concurrence avec Venus Multiprobe, une mission destinée à étudier l'atmosphère de la planète Vénus et Suess-Urey, une mission dont l'objectif est de collecter des particules du vent solaire. Stardust est sélectionnée en novembre 1995 car elle répond à une forte attente scientifique, son coût est modéré et sa probabilité de réussite est élevée. Le coût de développement de la sonde est estimé à 118 M$ et celui de la gestion des opérations en vol est estimé à 37 M$. En prenant en compte le lancement de la sonde, le coût total de cette première mission avoisine 300 M$.

### La comète 81P/Wild

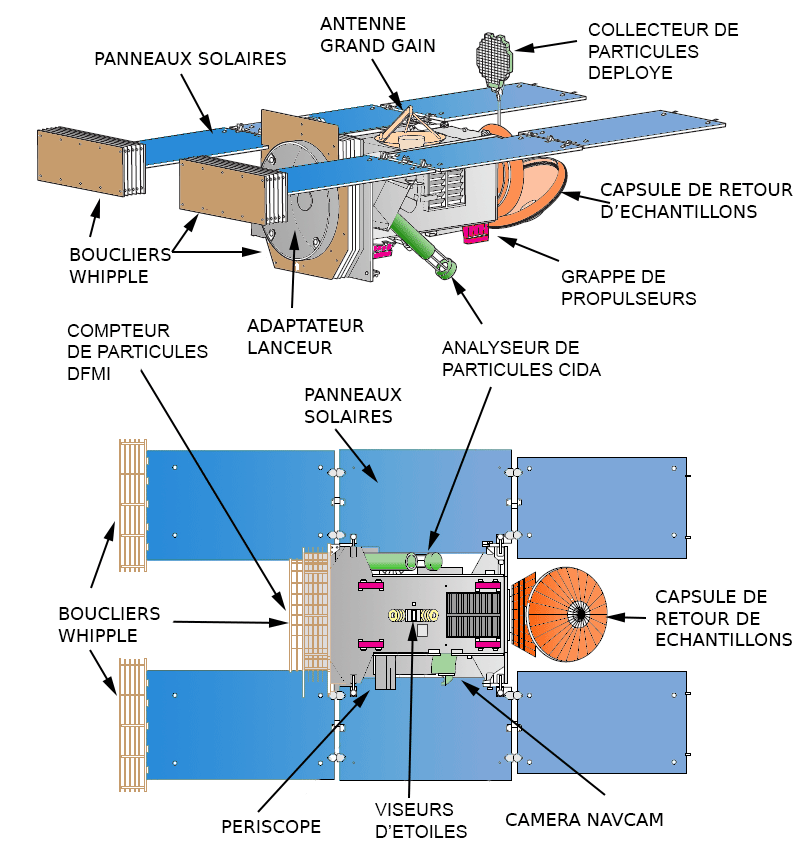
Schéma 1 : diagramme de la sonde.

La comète 81P/Wild ou Wild 2 est découverte par l'astronome suisse Paul Wild en 1978. Cette comète avait autrefois une orbite plus circulaire et plus distante du Soleil : son orbite recoupait celle de Jupiter tandis que son point le plus éloigné se situait au niveau d'Uranus. En 1974, 81P/Wild est passée à moins de 900 000 km de la planète Jupiter et l'attraction gravitationnelle de la planète géante a modifié son orbite et l'a rapprochée de l'intérieur du système solaire. Sa période orbitale est passée de 40 ans à environ 6,4 ans, et le point de son orbite le plus proche du Soleil se situe désormais à 1,6 unité astronomique de celui-ci. La comète jusque-là restait inactive à l'approche du Soleil. Sur sa nouvelle orbite, qui la fait passer dans une région plus chaude, elle est devenue active. À l'époque où Stardust est lancée, la comète n'a bouclé sa nouvelle orbite qu'à cinq reprises. Du fait du caractère récent de sa phase active, il y a de bonnes chances que Wild 2 ait préservé des échantillons de la nébuleuse à l'origine du système solaire,.

## Autres missions spatiales vers les comètes
La première vague de missions spatiales vers les comètes est lancée lors du passage de la comète de Halley en 1986. L'agence spatiale américaine, la NASA, qui à cette période fait face à de graves problèmes financiers, doit renoncer à lancer une sonde. L'ESA, en revanche, construit la sonde Giotto qui va survoler Halley et également la comète Grigg-Skjellerup (1996). La sonde européenne réalise plusieurs premières techniques dont un passage à faible distance du noyau d'une comète et est à l'origine de découvertes scientifiques importantes en particulier la présence de composés organiques dans le noyau de la comète. À cette période, la comète de Halley est également étudiée à plus ou moins grande distance par d'autres sondes spatiales dont ce n'est parfois pas la mission principale : les sondes japonaises Sakigake et Suisei ainsi que les sondes soviétiques Vega 1 et Vega 2.
La NASA lance par la suite plusieurs missions, aux caractéristiques très différentes, consacrées à l'étude des comètes :
- Deep Space 1, qui survole la comète Borrelly en 2001 ;
- la sonde CONTOUR, lancée en 2002, devait survoler les noyaux des comètes Encke et 73P/Schwassmann-Wachmann mais avorte à la suite d'une défaillance de son moteur qui devait l'injecter sur sa trajectoire interplanétaire ;
- Deep Impact, lancée en 2005, largue la même année un impacteur de 350 kg sur le noyau de la comète Tempel 1 soulevant plusieurs milliers de tonnes de poussière et de glace : l'analyse par des instruments embarqués et des télescopes spatiaux permet d'en déterminer la composition.

L'agence spatiale européenne lance de son côté en 2004 la sonde Rosetta qui doit recueillir des données sur la composition du noyau de la comète Tchourioumov-Guerassimenko et sur son comportement à l’approche du Soleil. Rosetta se met en orbite autour de la comète en 2014. En novembre, elle envoie l’atterrisseur Philae qui se pose sur sa surface pour analyser la composition du sol, objectif qu’il ne pourra pas totalement remplir à cause d’une zone d’atterrissage peu favorable.

## Objectifs de la mission Stardust
Les objectifs scientifiques de la mission Stardust par ordre de priorité décroissant sont les suivants :
1. Collecter 1 000 particules cométaires d'un diamètre supérieur à 15 μm de 81P/Wild et les ramener sur Terre ;
2. Collecter 100 particules interstellaires d'un diamètre supérieur à 0,1 μm et obtenir 65 photos avec une résolution de 67 mètres par pixel du noyau ainsi que de la chevelure de 81P/Wild ;
3. Les objectifs suivants ont une priorité identique :
  - effectuer sur place des mesures de la composition des particules interstellaires, de la poussière interstellaire et d'autres particules cosmiques,
  - collecter des composants volatils,
  - mesurer le flux de poussière de la chevelure et la distribution de la masse des particules individuelles tout en fournissant le contexte (position par rapport à la queue, au noyau, aux jets…),
  - mesurer le moment d'inertie des particules les plus importantes,
  - estimer la masse de la comète.

## Caractéristiques de la sonde spatiale
Stardust comprend comme tous les engins spatiaux de sa catégorie une plate-forme qui prend en charge toutes les servitudes (navigation, énergie, orientation, télécommunications) et une charge utile constituée essentiellement par le système de collecte des échantillons de comète et la capsule qui doit les ramener sur Terre (cf. schéma 1).

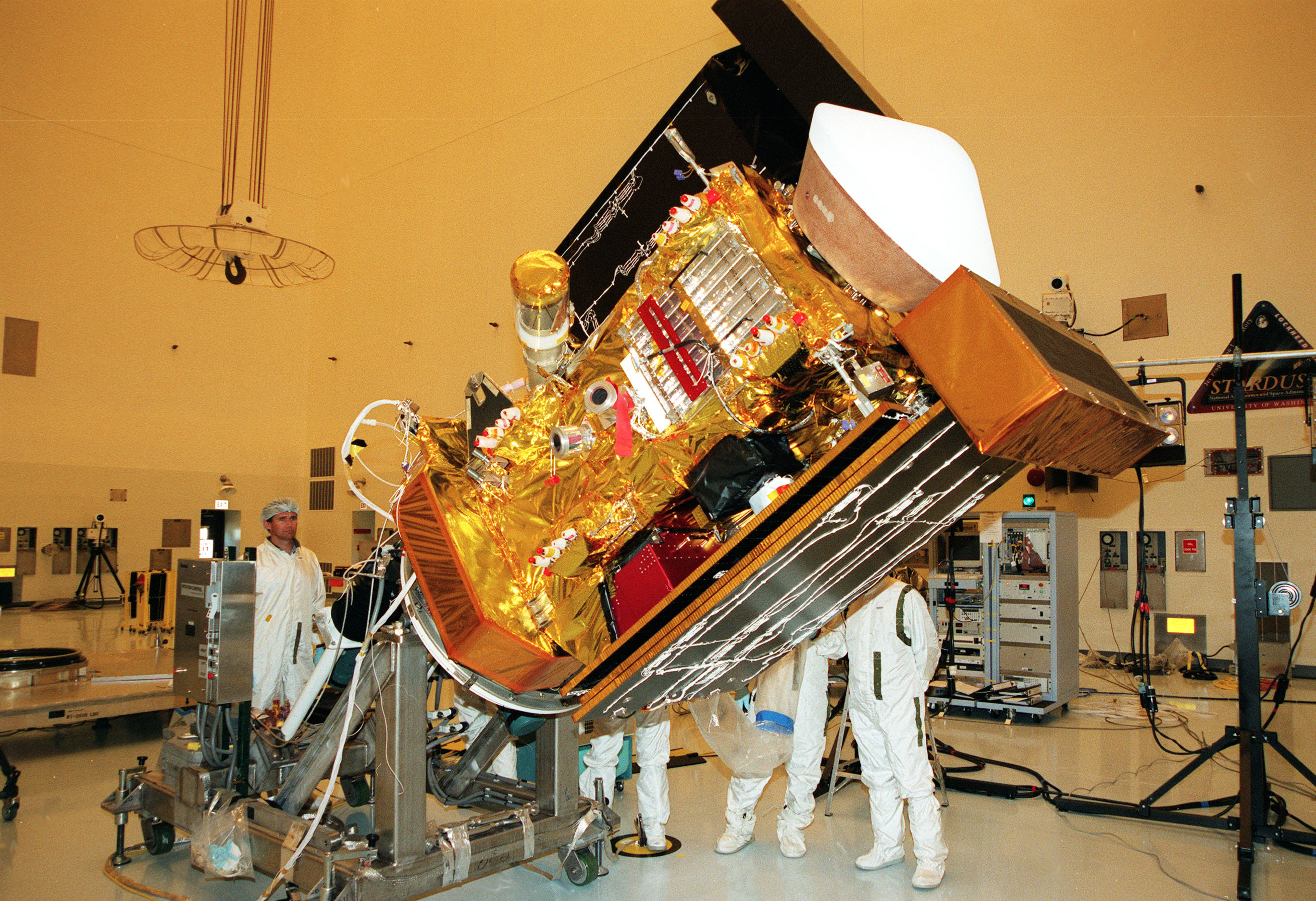
La face inférieure de Stardust : on distingue notamment les tuyères des propulseurs, les viseurs d'étoiles et l'instrument CIDA.

### Plate-forme
La sonde utilise la plate-forme SpaceProbe développée par la société Lockheed Martin Astronautics pour les sondes spatiales. Stardust se présente sous la forme d'un parallélépipède rectangulaire de 1,7 m de long, 66 cm de large et de profondeur flanquée de deux panneaux solaires fixes. Stardust a une masse totale de 385 kg : 254 kg pour la sonde, 46 kg pour la capsule qui doit ramener les échantillons sur Terre et enfin 85 kg d'ergol. La structure de la sonde est réalisée en nid d'abeilles d'aluminium avec des panneaux en composite carbone. La NASA associe fréquemment à ses missions interplanétaires une opération de relations publiques destinée à populariser son activité. C'est ainsi que pour Stardust la plate-forme ainsi que la capsule d'échantillons emportent chacune deux puces de silicium (1 cm × 1 cm) sur lesquelles ont été gravés les noms de plus d'un million de personnes qui en ont fait la demande.

### Boucliers

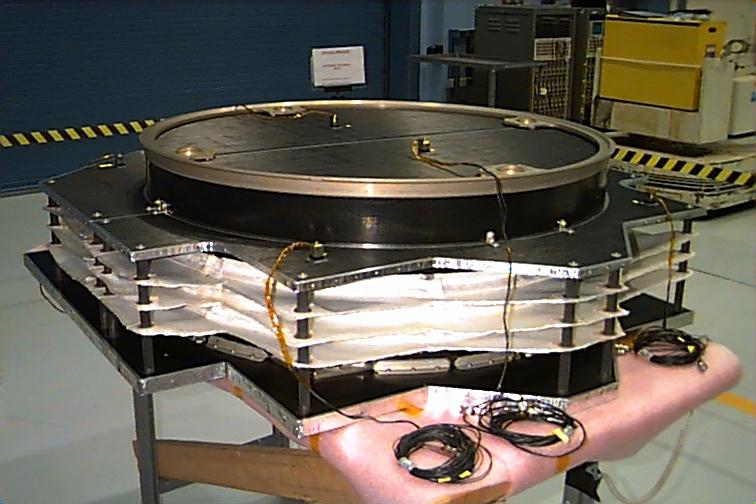
Le bouclier Whipple central.

En passant à faible distance de la comète 81P/Wild, la sonde va traverser la queue de la comète constituée d'un nuage de particules éjectées par celle-ci. Malgré leur petite taille, la vitesse relative 6,12 km/s à laquelle la sonde spatiale survole la comète peut occasionner des dégâts importants aux organes vitaux de la sonde spatiale. Pour protéger ceux-ci, un « blindage » est fixé sur la partie avant de la sonde. Celui-ci est constitué d'un bouclier Whipple fixé à l'avant du compartiment central de Stardust et devant chacun des panneaux solaires de la sonde. Ce bouclier est composé d'un premier panneau en composite, puis de deux (pour les panneaux solaires) ou trois couches espacées de Nextel, un matériau très résistant, et d'un dernier panneau qui pour le bouclier central est également une des parois de la structure du corps central de la sonde. Les boucliers situés devant les panneaux solaires sont relativement larges pour compenser les incertitudes concernant l'angle d'incidence des particules et l'alignement de la sonde face au flux de particules. Les boucliers permettent d'arrêter une particule de 1 cm de diamètre. Le module de retour SRC (Sample Return Capsule) se trouve à l'autre extrémité de la sonde.

### Énergie

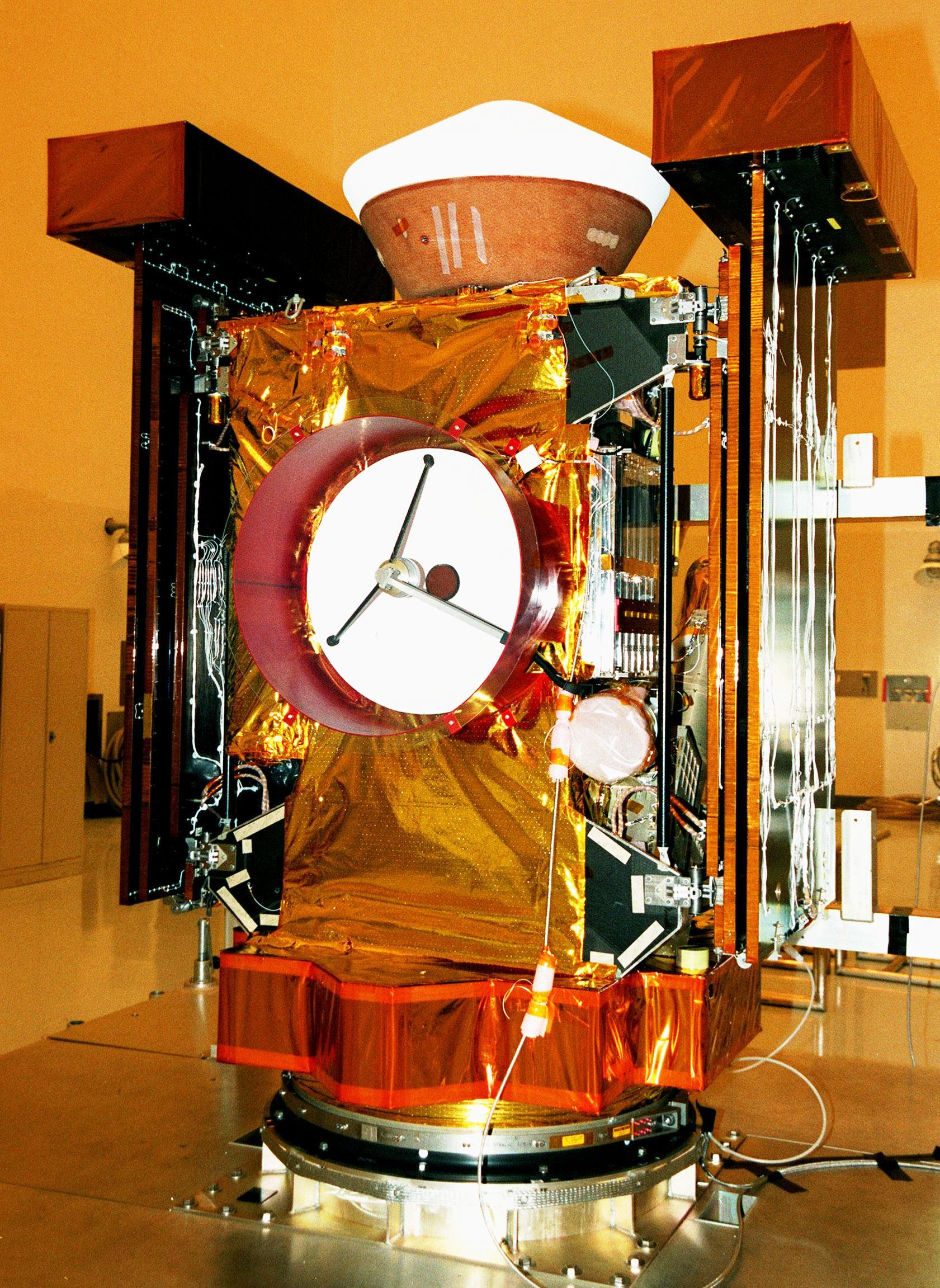
La sonde Stardust avec ses panneaux solaires repliés peu avant une série de tests.

Deux panneaux solaires, d'une surface de 6,6 m2 sont disposés de chaque côté du corps de la sonde et lui fournissent son énergie électrique. La puissance disponible est comprise, selon la position de la sonde sur sa trajectoire, entre 800 watts lorsque celle-ci se situe à 1 unité astronomique (UA) du Soleil et 170 W lorsque la sonde est au point le plus éloigné de l'astre solaire (2,72 UA). Les panneaux solaires, repliés au lancement, sont déployés 4 minutes après le début du vol autonome de la sonde. Ils ne sont pas orientables. Les sondes spatiales dont la trajectoire s'éloigne autant du Soleil utilisent généralement des générateurs thermoélectriques à radioisotope pour leur énergie ce qui les rend indépendants de l'intensité du flux lumineux. Stardust compense la perte de puissance de ses panneaux solaires par différents dispositifs d'économie d'énergie. L'énergie produite est stockée dans une batterie Nickel-Hydrogène de 16 Ah pour alimenter les équipements durant les éclipses ou faire face aux pointes de consommation,,.

### Ordinateur de vol
L'ordinateur embarqué utilise un microprocesseur IBM RAD6000 32 bits, version durcie du PowerPC dont la fréquence peut être calée sur 5,10 et 20 MHz. Le calculateur fait tourner des logiciels sous le système d'exploitation embarqué VxWorks. Le calculateur dispose de 128 mégaoctets (Mo) de mémoire de masse pour les programmes et les données scientifiques dont environ 20 % sont alloués aux télémesures. Environ 75 Mo sont utilisés pour le stockage des photos prises par la caméra de navigation NavCam, 13 Mo par l'analyseur de poussières cométaires et interstellaires CIDA et 2 Mo sont alloués au compteur de particules DFMI. Le calculateur dispose par ailleurs de 3 Mo qui lui permettent de conserver les données même lorsque le calculateur est arrêté.

### Contrôle d'attitude
La sonde est stabilisée 3 axes durant toutes les phases de la mission. Le contrôle de l'orientation est effectué principalement à l'aide d'un viseur d'étoiles durant le transit jusqu'à la comète et à l'aide d'une centrale inertielle de type gyrolaser durant le survol et les manœuvres de correction de trajectoire. La sonde dispose par ailleurs d'un viseur d'étoiles de secours. Toutes les corrections d'orientation sont effectuées à l'aide de 8 petits moteurs-fusées de 0,9 newton de poussée et de 8 moteurs-fusées de 4,4 N de poussée regroupés par grappes de 4. Les moteurs dont la poussée est la plus faible sont dédiés aux corrections ou modifications d'orientation. Ils sont fortement sollicités car la sonde spatiale ne dispose d'aucun autre moyen pour modifier son orientation ; en particulier, elle n'embarque pas de roues de réaction. De plus, les panneaux solaires et l'antenne grand gain étant fixes, les transmissions radio et l'optimisation de l'énergie les sollicitent également. Les moteurs dont la poussée est la plus importante sont utilisés pour les modifications de trajectoire mais peuvent être au besoin sollicités pour corriger l'orientation par exemple si la sonde est bousculée par une particule de grande taille au moment de sa rencontre avec la comète. Tous ces moteurs fonctionnent à l'hydrazine. Pour éviter toute contamination des particules recueillies par la sonde, tous les propulseurs sont montés sur sa partie inférieure à l'écart du collecteur de particules. Cette répartition non symétrique crée toutefois un mouvement de translation qui doit être pris en compte dans le calcul de corrections de trajectoire. Pour la même raison, ils brûlent une hydrazine purifiée dont la combustion ne produit pas de composants organiques ; ce carburant a été utilisé auparavant par les atterrisseurs des sondes martiennes Viking. Au moment du survol de 81P/Wild, le contrôle de l'orientation se fait plus précis (fourchette de 0,2°) pour que la sonde bénéficie de la protection des boucliers,,.

### Télécommunications
Le système de télécommunications utilise la bande X. L'amplificateur, d'une puissance de 15 watts utilisant des semi-conducteurs, et le transpondeur ont été développés pour la sonde Cassini. Stardust dispose d'une antenne parabolique à grand gain fixe de 0,6 mètre de diamètre, d'une antenne à moyen gain pour l'émission et de trois antennes à faible gain pour la réception seulement. Au moment du survol de 81P/Wild, le débit est de 7,9 kilobits si les antennes de 70 mètres du réseau d'antennes de la NASA sont utilisées,,.

### Système de contrôle thermique
Le système de contrôle thermique de Stardust utilise des méthodes passives et des persiennes pour réguler la température des batteries, des cartes électroniques et des amplificateurs. Les couches d'isolant thermique sont également utilisées pour contrôler la température. Lorsque cela est nécessaire, des radiateurs sont chargés d'évacuer l'excédent de chaleur. Des résistances contrôlées par l'ordinateur de bord ou directement par des capteurs de température sont utilisées pour combattre le froid.
| Composant                                | Masse (kg) |
| ---------------------------------------- | ---------- |
| Plate-forme et instruments scientifiques | 254        |
| Capsule retour échantillon               | 46         |
| Hydrazine (ergol)                        | 85         |
| Masse totale                             | 385        |

### Système de prélèvement de particules

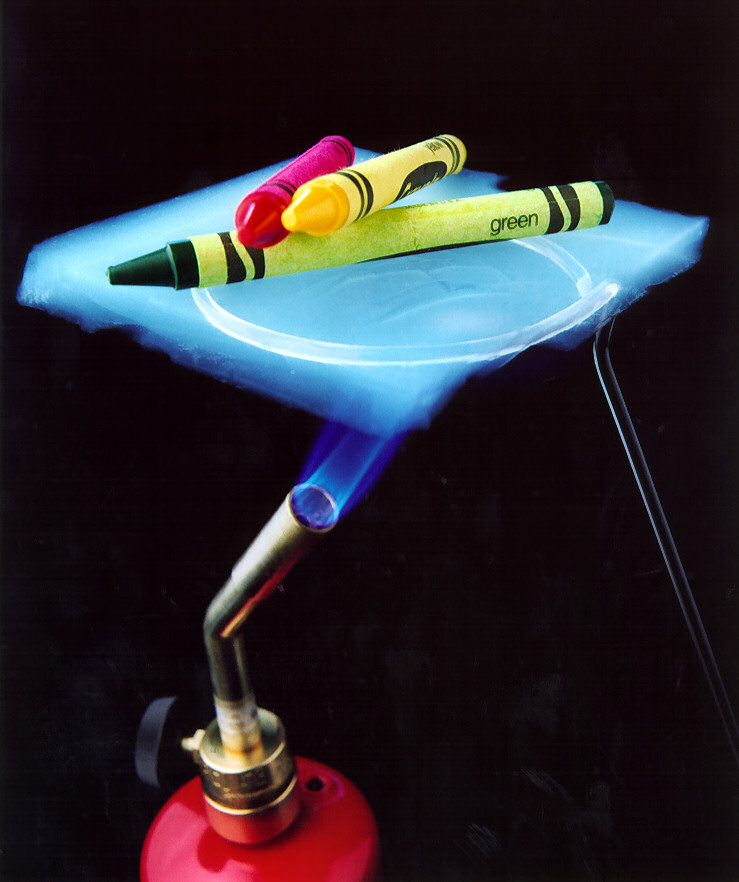
L'aérogel, un matériau solide ultraléger, est également un excellent isolant thermique.

Le système de prélèvement de particules et leur stockage, qui doit revenir sur Terre, constitue la charge utile principale de Stardust.

#### Collecteur

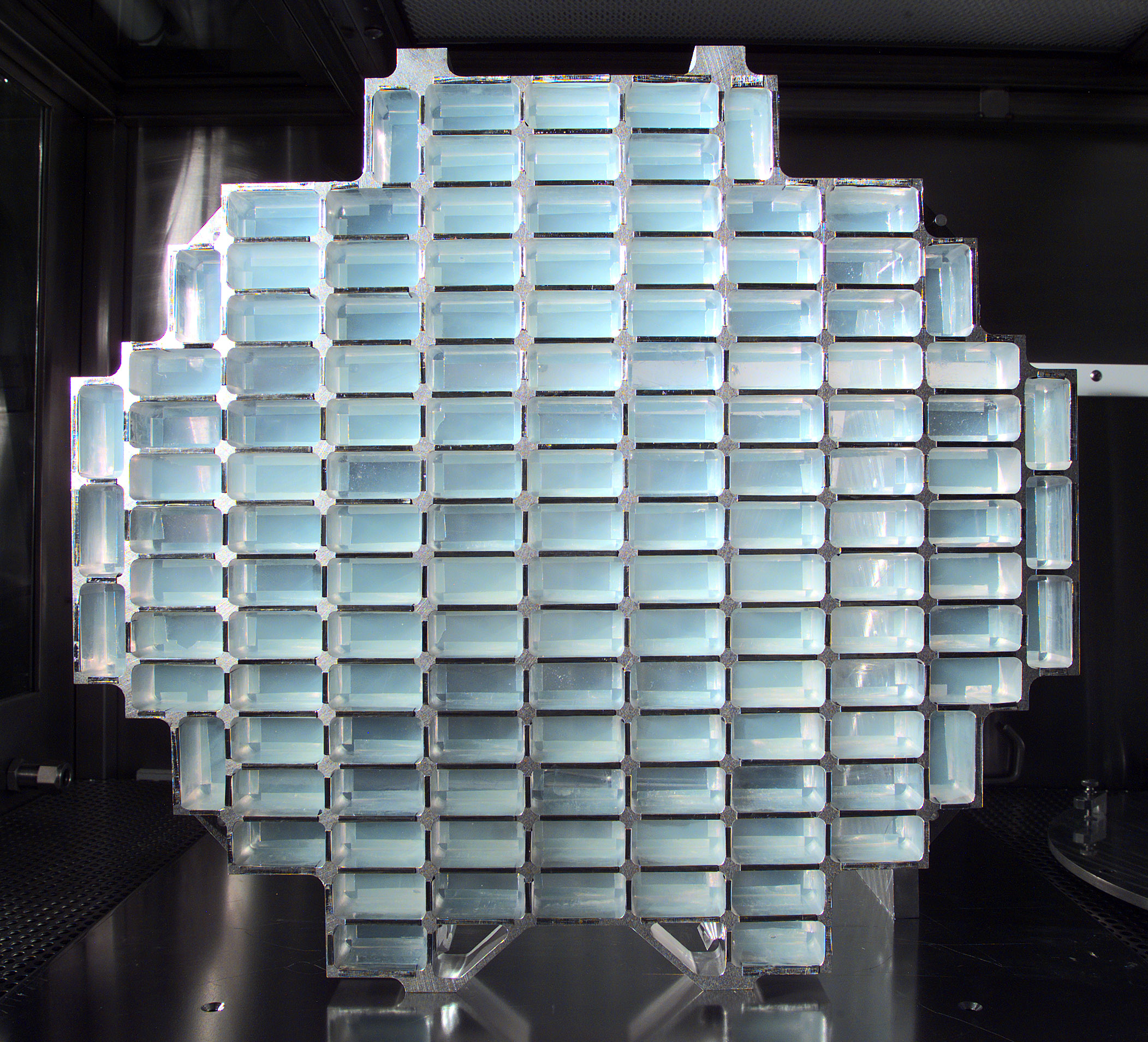
Le collecteur de particules de Stardust est constitué d'une structure en aluminium dont les lacunes sont remplies d'aérogel.

Le collecteur de particules (Aerogel sample collector) doit capturer les particules de la queue de la comète sur une face et les particules interstellaires sur l'autre face. Ayant la forme d'une grande raquette de tennis d'environ 1 m2 de surface, sa surface cloisonnée est remplie d'aérogel destiné à arrêter les particules cométaires ayant une vitesse relative de 6,1 km/s en les préservant aussi intactes que possible. L'aérogel est un gel de dioxyde de silicium expansé contenant 99,8 % d’air d’une densité pouvant descendre jusqu’à 0,005 g/cm3. Il est utilisé pour collecter des poussières interstellaires dans l'espace depuis septembre 1992. Du fait de sa densité particulièrement faible, la particule incidente est ralentie de manière très progressive : elle pénètre dans l'aérogel en y creusant un trou en forme de cône de plus de 200 fois sa propre longueur. L'échauffement et les autres phénomènes qui conduisent à l'altération du matériau dont est constituée la poussière sont ainsi réduits. L'aérogel présente l'avantage d'être translucide ce qui permet de repérer les canaux de pénétration des particules.
L'aérogel est distribué entre 132 cellules de 4 cm2 de surface (soit en tout environ 1 m2) délimitées par des cloisons en aluminium. Sur la face exposée aux particules cométaires, chacun des 132 blocs d'aérogel a 3 cm d'épaisseur et est d'une densité croissante entre la surface et la base du bloc (de 0,005 à 0,05 g/cm3) pour améliorer les chances de préserver la particule incidente. Sur la face utilisée pour la collecte des particules interstellaires, les blocs d'aérogel ont une épaisseur d'un centimètre.
Le collecteur est stocké dans un conteneur en aluminium qui est scellé par un joint en téflon en U qui doit préserver les échantillons de toute contamination. Pour prélever les particules, l'ouverture du conteneur est déclenchée puis le système de collecte est déployé et présente l'une des deux faces de manière qu'elle soit perpendiculaire à l'axe de progression. Une fois la collecte effectuée, la raquette réintègre le conteneur qui est refermé.

#### Capsule de retour d'échantillon (SRC)

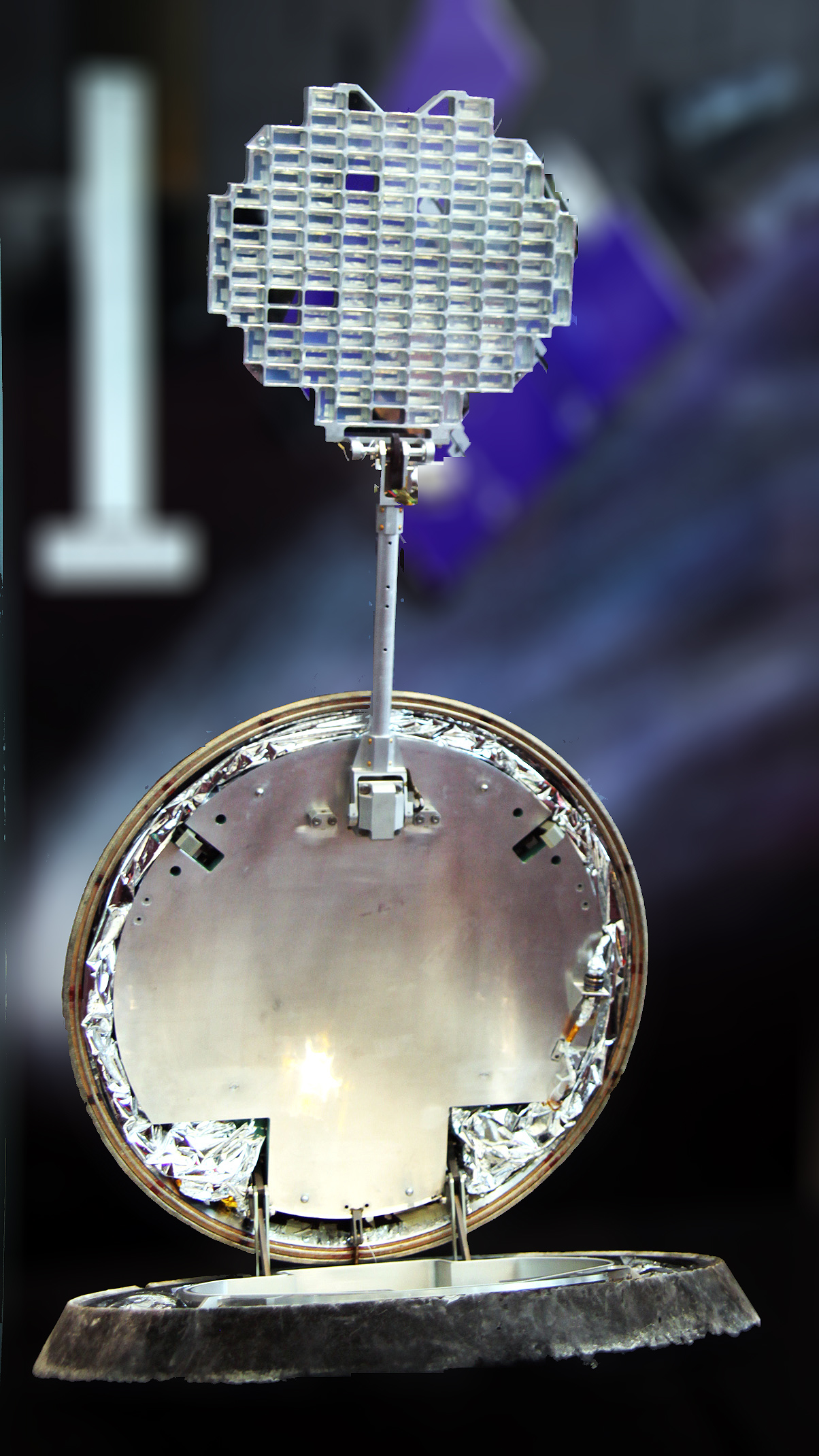
La capsule de retour d'échantillon SRC est désormais exposée au Smithsonian Air and Space Museum.

Le collecteur avec son conteneur est placé dans la capsule SRC (Sample Return Capsule) qui, après s'être séparée de la sonde à proximité de la Terre, effectue une rentrée atmosphérique et doit atterrir dans le périmètre d'une base militaire située dans l'Utah aux États-Unis. La capsule, qui pèse 45,2 kg, se présente sous la forme d'un double cône, très ouvert (demi-angle de 60 %) du côté du bouclier thermique principal et tronqué sur l'autre face. L'ensemble qui fait 50 cm de haut pour 81 cm de diamètre ne dispose d'aucun système de propulsion en propre. La capsule s'ouvre à la manière d'une huître pour permettre le déploiement du collecteur. La capsule comporte un bouclier thermique nommé PICA (Phenolic Impregnated Carbon Ablator) réalisé à l'aide d'un matériau ablatif mis au point pour cette mission par le Centre de recherche Ames de la NASA et qui sera largement utilisé ultérieurement. Ce bouclier doit lui permettre de résister aux températures élevées rencontrées durant la phase de décélération. La capsule comporte également un bouclier arrière réalisé dans un matériau à base de liège, déjà utilisé pour le bouclier des sondes Viking et sur le réservoir extérieur de la navette spatiale américaine. La capsule dispose d'un parachute stabilisateur utilisé à 20 km d'altitude et d'un parachute principal de 8,2 m de diamètre qui se déploie lorsque la capsule se trouve à environ 3 km au-dessus du sol. Un transpondeur VHF doit permettre de localiser la capsule au sol. Les simulations montrent que l'atterrissage doit se faire dans un quadrilatère de 84 km × 30 km entièrement situé à l'intérieur des limites de la base,.

### Instruments scientifiques
Trois équipements à vocation scientifique ou mixte (caméra) font également partie de la charge utile de Stardust.

#### Caméra de navigation (NavCam)
La caméra de navigation NavCam (Navigation camera) est un instrument qui doit prendre des photographies à haute résolution de la comète. Ces images doivent être utilisées par les scientifiques pour modéliser une carte tridimensionnelle du noyau dans le but de mieux comprendre ses origines, sa morphologie, ainsi que pour repérer les hétérogénéités minérales du noyau et obtenir des informations sur la rotation du noyau. Elle doit également jouer un rôle important dans le pilotage de la sonde durant la phase d'approche et le survol du noyau de 81P/Wild. La caméra NavCam dérive pour sa partie optique d'un instrument embarqué sur les sondes du programme Voyager auquel a été greffé un capteur CCD mis au point dans le cadre du programme Cassini et une électronique numérique développée pour la sonde Clementine. L'optique de NavCam a une longueur focale f de 200 mm, une ouverture de f/3,5 et travaille en lumière visible sur un spectre qui s'étend de 380 à 1 000 nanomètres. Sa résolution atteint 60 microradians/pixel pour un angle de champ de 3,5 × 3,5°. Une roue porte-filtres, issue des pièces de rechange du Programme Voyager, permet notamment d'obtenir des photos en couleurs en prenant plusieurs photos successives avec des filtres colorés. L'obturateur permet de prendre des photos avec un temps d'exposition qui peut être choisi entre 5 millisecondes et 20 secondes avec un pas de 5 ms. Le CCD, qui est maintenu à −35 °C pour limiter le courant d'obscurité, comprend 1 024 × 1 024 pixels (1 mégapixel). Des résistances sont utilisées en vol pour réchauffer périodiquement le CCD à 0 °C afin de réduire les dommages créés par les radiations. La caméra et son objectif sont fixes : pour pouvoir filmer la comète qui défile lors du survol, un miroir rotatif ovale et plat prolonge l'objectif. Ce miroir permet de pointer la caméra entre -18° et + 198° (0° correspondant à l'avant de la sonde) c'est-à-dire vers tout point visible depuis le flanc de la sonde. Le mécanisme motorisé permet de faire pivoter le miroir avec une vitesse de 3,1° par seconde. Entre +17° et −18 °C, c'est-à-dire dans le secteur avant qui doit être frappé par les particules de la queue de la comète, le miroir rotatif n'est pas exposé au vide mais est protégé par un périscope dont les miroirs constitués de feuille d'aluminium sont chargés de renvoyer l'image vers l'optique tout en protégeant celle-ci d'une agression directe. Les photos monochromes peuvent être prises en mode compressé à 8 bits par pixel soit 256 niveaux de couleurs (taille 1 mégaoctet) ou en haute résolution avec 16 bits par pixel (2 mégaoctets). Une photo peut être prise toutes les 3,5 secondes.
Les images prises par la caméra jouent un rôle central dans la réussite du survol de la comète. Le logiciel embarqué AutoNav, mis au point dans le cadre de la mission Deep Space 1 exploite des photos de la comète prises au cours des mois qui précèdent la rencontre pour déterminer la position de la sonde par rapport à celle-ci. Les données obtenues sont utilisées pour corriger si nécessaire la trajectoire de Stardust de manière à passer à la distance souhaitée de 81P/Wild garantissant une collecte réussie de la poussière cométaire, la prise de photos à haute résolution du noyau de 81P/Wild sans toutefois s'approcher trop près de la zone la plus dense du nuage de poussières cométaires. La trajectoire de la sonde spatiale en vol est calculée en utilisant notamment l'effet Doppler affectant les signaux radio échangés entre la sonde spatiale et les stations sur Terre. Mais cette technique n'est pas suffisamment précise pour les missions impliquant le survol ou l'approche d'objets mineurs dont l'orbite n'est connue qu'avec une précision de seulement quelques centaines voire quelques milliers de kilomètres. Le seul moyen de parvenir à survoler avec suffisamment de précision Wild est d'utiliser les photos de la comète prises depuis la sonde spatiale. Celles-ci permettent de déterminer le déplacement angulaire de la sonde spatiale par rapport à la comète. Ce type de donnée combiné avec la mesure du délai Doppler qui fournit le temps restant avant le survol, permet d'effectuer les corrections de trajectoire nécessaires pour que la rencontre se passe dans les conditions demandées par l'équipe scientifique,.

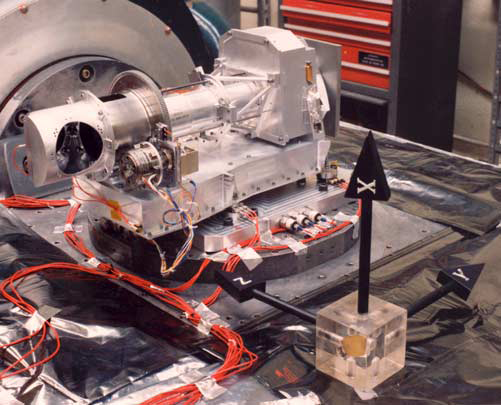
La caméra NavCam.
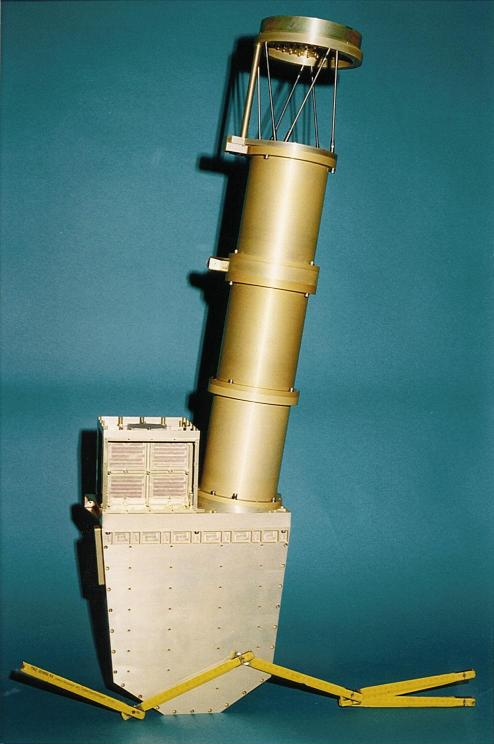
L'instrument CIDA.
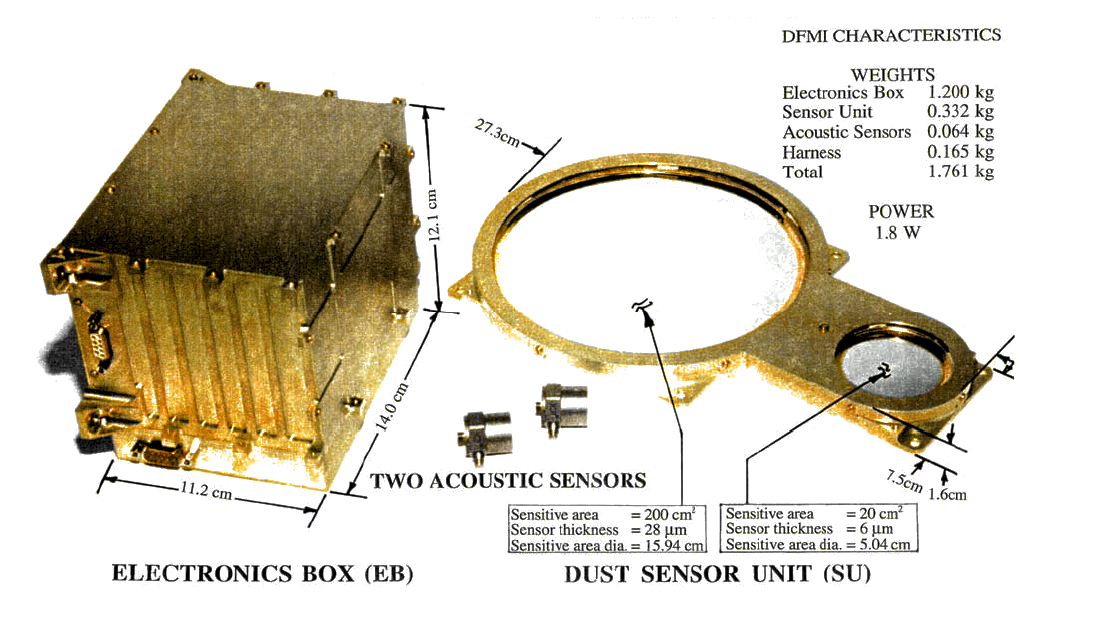
Les différents composants du compteur de particules.

#### Analyseur de poussières cométaires et interstellaires (CIDA)

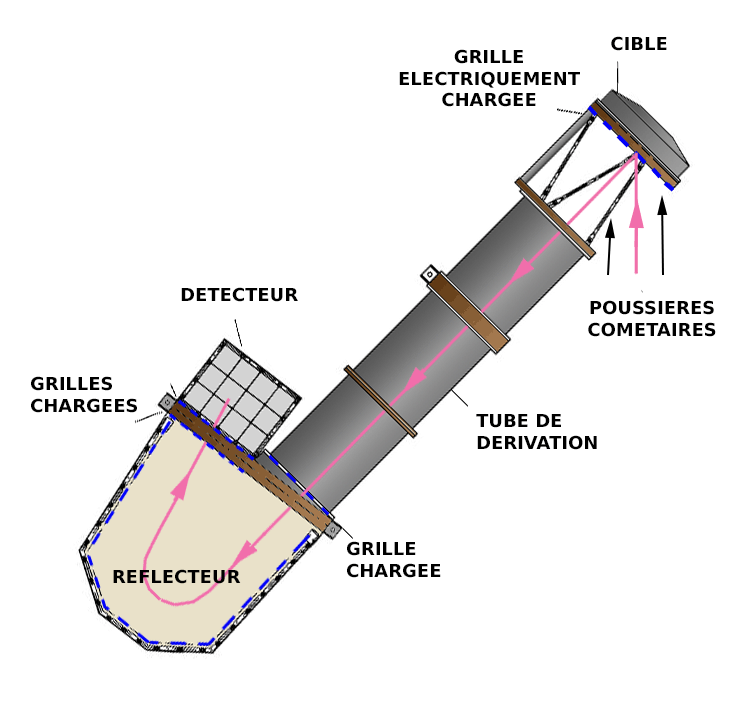
Schéma 2 : l'instrument CIDA.

L'analyseur de poussières cométaires et interstellaires ou CIDA (Comet and Interstellar Dust Analyzer) est un spectromètre de masse à temps de vol développé pour déterminer la masse atomique ou moléculaire des composants des poussières qui croisent la trajectoire de Stardust. Il s'agit d'une version améliorée des instruments PUMA et PIA embarqués respectivement sur les sondes spatiales Vega et Giotto. L'instrument peut mesurer la masse de composants allant de l'atome d'hydrogène (masse atomique 1) à des molécules organiques complexes (plusieurs milliers de masse atomique). Les particules viennent frapper une cible circulaire recouverte d'argent de 12 cm de diamètre (surface efficace 86,6 cm2) et se désintègrent en formant un nuage de sous-particules mais également d'ions. Ceux-ci sont accélérés par un champ électrique créé via une grille située parallèlement et à faible distance de la cible puis canalisés dans un tube. Au bout de celui-ci, ils sont réfléchis par un deuxième champ électrique vers le détecteur. La mesure du temps mis par l'ion pour parcourir le dispositif permet de déterminer sa masse. L'instrument doit être dans la capacité de mesurer les caractéristiques des particules interstellaires qui frappent la cible avec une fréquence très faible (estimée à une particule par semaine) comme celles des particules cométaires qui la percutent par milliers au moment du survol. Pour gérer cette « avalanche », la taille de la surface effective de la cible peut être modulée afin de la réduire d'un facteur 30. L'instrument CIDA est réalisé par une équipe allemande dirigée par Jochen Kissel de l'Institut Max-Planck de recherche sur le système solaire.

#### Compteur de particules (DFMI)
Le compteur de particules DFMI (Dust Flux Monitor Instrument) permet de déterminer les caractéristiques des particules qui viennent percuter la sonde spatiale. L'instrument utilise deux types de capteurs : des membranes en polyfluorure de vinylidène (PVDF) et des capteurs acoustiques (AC). Les capteurs à base de PVDF sont constitués de deux membranes circulaires, l'une épaisse de 6 micromètres l'autre de 28 micromètres, et d'une superficie de 200 cm2. Chaque membrane peut détecter 4 niveaux de masse (8 niveaux en tout). Les capteurs acoustiques sont montés sur les deux premiers panneaux en Nextel du bouclier Whipple qui entoure l'adaptateur utilisé par le lanceur. La zone de détection s'étend respectivement sur 0,3 et 0,7 m2. Ensemble, ces capteurs peuvent distinguer 4 niveaux de masse. Les impacts sont détectés par des Quartz piézoélectriques. Les signaux du deuxième capteur indiquent que la particule a réussi à traverser le premier panneau. Chacun des deux capteurs peut signaler au plus 256 impacts par seconde. La vitesse des particules détermine les performances de l'instrument. Elle est connue car elle est à peu près identique à la vitesse à laquelle Stardust survole la comète c'est-à-dire pour 81P/Wild environ 6,1 km/s. À cette vitesse, l'instrument permet de distinguer des masses allant de 9,8 × 10−12 à 1,5 × 10−4 grammes pour les membranes et de 3 × 10−8 à 2 × 10−3 g pour les capteurs acoustiques. Pour le survol de Tempel 1 qui est réalisé à une vitesse double (10,9 km/s), la sensibilité des capteurs est multipliée par 3 à 4 : la masse la plus faible détectable est ainsi de 2,6 × 10−12 g.

## Historique et déroulement de la mission Stardust

### De la conception au lancement (1995-1999)
La phase de pré-étude (phase B) s'achève en octobre 1996. La revue critique de définition (Critical Design Review) est passée en août 1997. L'assemblage de la sonde et les tests débutent en janvier 1998. Stardust est lancée le 7 février 1999 depuis la base de lancement de Cape Canaveral en Floride, par une fusée Delta 2 7426. Le lanceur place la sonde spatiale sur une orbite d'attente de 213 km puis s'ensuit une phase de vol non propulsé d'une demi-heure pour atteindre un alignement permettant de placer Stardust sur la trajectoire visée. Le troisième étage du lanceur est alors allumé : Stardust échappe à l'attraction terrestre et est placée sur une orbite héliocentrique de 0,99 UA × 2 UA avec une période de deux ans.

### Transit vers la comète 81P/Wild (1999-2003)
Pour réussir son survol de 81P/Wild, Stardust doit effectuer au préalable trois orbites autour du Soleil au cours desquelles s'intercalent plusieurs corrections de trajectoire à l'aide de sa propulsion et une manœuvre d'assistance gravitationnelle de la Terre (cf. schéma 3). Une fois en vol, la capsule qui doit servir à recueillir les échantillons est entrebâillée pour que les matériaux à l'intérieur puissent dégazer dans le vide afin de ne pas contaminer par la suite les échantillons de comète qui y seront recueillis. La capsule n'est refermée temporairement que lorsque les moteurs sont utilisés pour effectuer des corrections de trajectoire. Le premier calibrage en vol de la caméra n'est effectué qu'en octobre. Il s'avère alors que l'optique est légèrement voilée par des substances volatiles qui ont dû se déposer durant le lancement. Une tentative est effectuée en vain pour faire s'évaporer le dépôt en utilisant les résistances chauffantes qui servent à maintenir et réguler la température de la caméra. En effet, un problème similaire était apparu au cours de la mission Cassini-Huygens, qui avait été résolu de cette manière. Les images prises par la caméra sont néanmoins utilisables mais nécessiteront un retraitement sur Terre. Le capteur DFMI du détecteur de particules est également victime d'un dysfonctionnement lié à une rupture du caloduc qui refroidit son transformateur électrique et qui se manifeste environ 30 minutes après sa mise en marche. Il est décidé de ne faire fonctionner l'instrument que durant le survol et de diminuer la distance de survol pour raccourcir sa durée. Seul le spectromètre de masse fonctionne donc correctement jusque-là. Cet instrument parvient à analyser 5 particules interstellaires avant le survol qui, d'après l'analyse effectuée, sont composées de molécules organiques complexes. Durant les deux premières années, la sonde boucle la première des trois orbites qu'elle va effectuer autour du Soleil. Entre le 18 et le 22 janvier 2000, alors que la sonde se trouve au point de son orbite le plus éloigné du Soleil entre Mars et Jupiter, Stardust effectue successivement trois corrections de trajectoire modifiant sa vitesse de 171 m/s pour se placer sur une orbite qui doit lui permettre d'effectuer un survol à faible altitude de la Terre.
Alors que la sonde spatiale se rapproche à nouveau du Soleil, elle traverse une région dans laquelle les particules interstellaires affluent vers le Soleil. Le collecteur de particules est déployé pour la première fois durant 69 jours entre le 22 février et le 1er mai 2000 pour collecter de la poussière interstellaire sur la face B du collecteur. En novembre 2000, le pic est atteint en raison du cycle solaire de 11 ans. Une éruption solaire particulièrement puissante envoie des protons énergétiques qui frappent le viseur d'étoiles de Stardust qui ne parvient plus à définir l'orientation de la sonde. Stardust se met en mode survie et il faut une intervention des opérateurs sur Terre pour que la situation redevienne normale. Le 15 janvier 2001, la sonde survole la Terre à une distance de 6 008 km ; l'assistance gravitationnelle de la Terre permet de placer l'engin sur une nouvelle orbite plus large de 0,99 × 2,72 UA avec une inclinaison de 3,6° et une période de 2 ans. Sur sa nouvelle trajectoire, Stardust va pouvoir à la fois intercepter la comète 81P/Wild dans des conditions optimales et revenir à proximité de la Terre dans 5 ans pour larguer la capsule contenant les échantillons collectés. La caméra est à nouveau testée lors du survol de la Lune, 18 heures après le passage de la sonde spatiale près de la Terre. Le voile qui recouvrait l'optique semble avoir disparu mais, en revanche, la roue porte-filtres reste bloquée. Heureusement, le filtre utilisé alors est le filtre clair : la caméra ne pourra pas prendre de photos en couleurs durant la rencontre avec la comète mais c'est une limitation peu importante pour les objectifs de la mission. Stardust s'éloigne progressivement du Soleil et atteint l'apogée de son orbite le 18 avril 2002. Elle se trouve alors à 2,72 UA du Soleil et ne reçoit plus que 14 % de l'énergie solaire dont elle disposait au niveau de l'orbite terrestre. Tous les instruments sont éteints durant cette période pour faire face à la pénurie d'énergie. En août 2002, alors que la sonde se rapproche à nouveau du Soleil, elle commence une deuxième et dernière collecte de particules interstellaires qui s'achève en décembre. Au total, Stardust aura tenté de collecter des particules interstellaires durant 195 jours,.
Les responsables de la mission ont recensé 1 300 astéroïdes situés à moins de 0,1 UA de la trajectoire de Stardust. Environ un mois avant que la sonde spatiale ne passe à proximité de l'astéroïde (5535) Annefrank, la NASA décide de profiter de cet événement pour effectuer une répétition du survol de la comète. Le 2 novembre 2002, la sonde passe à moins de 3 300 km de l'astéroïde à une vitesse de 7,4 km/s. Durant le survol, toutes les opérations qui doivent s'enchaîner à bord de la sonde comme au sol sont exécutées. Cela permet de tester partiellement le logiciel chargé de gérer de manière autonome le pointage de la caméra durant les 25 minutes du survol de 81P/Wild. Ce logiciel dérive d'une version mise au point pour la sonde Deep Space 1. Le résultat est positif : environ 70 photos sont prises mais l'astéroïde se révèle beaucoup plus sombre que prévu. Les deux autres instruments sont également utilisés avec succès. Annefrank a un diamètre de plus de 6 km soit deux fois plus que ce qui était prévu. La sonde entame une troisième orbite autour du Soleil le 22 juillet 2003. La comète 81P/Wild et Stardust sont désormais sur des trajectoires convergentes.

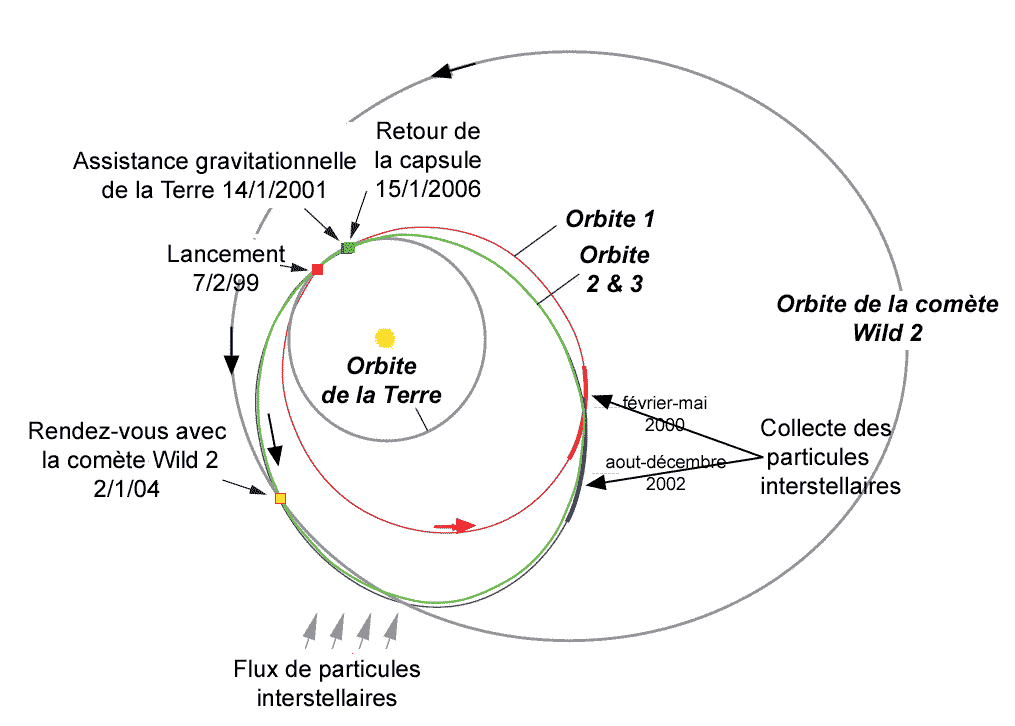
Schéma 3 : trajectoire de la sonde Stardust durant sa mission primaire (1999 à 2006).
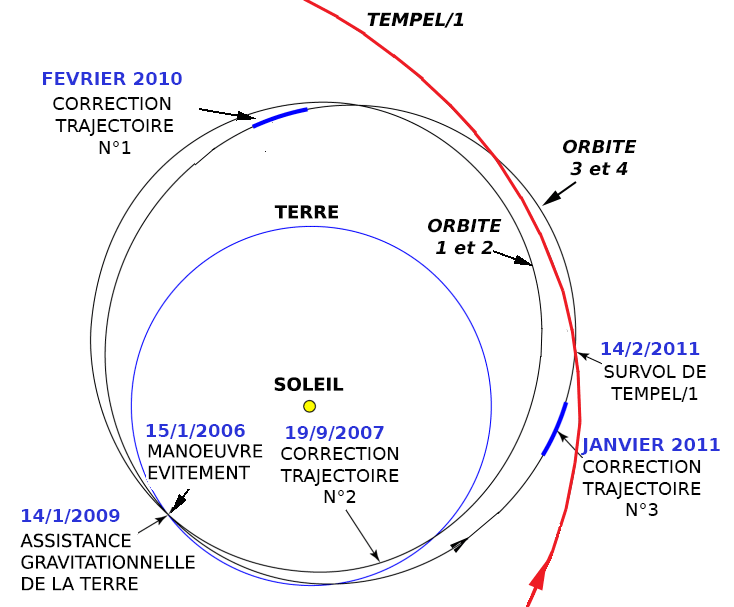
Schéma 4 : trajectoire de la sonde durant l'extension de mission NExT (2006-2011).

### Survol de la comète 81P/Wild (janvier 2004)
Le 31 décembre 2003, la sonde pénètre dans la chevelure de la comète, vaste nuage de poussière et de gaz qui entoure le noyau. À compter de ce moment, la sonde se déplace avec ses boucliers tournés vers le flux de particules. Le 2 janvier 2004, après avoir parcouru 3,41 milliards de kilomètres en 4 ans, Stardust s'approche de 81P/Wild à une distance de 240 km. La comète qui se déplace plus vite que la sonde la dépasse à une vitesse relative de 6,1 km/s. Alors que les scientifiques de la mission s'attendent à ce que le nombre de particules augmente progressivement puis décroisse de la même manière, Stardust traverse brutalement un nuage de particules puis une zone qui en est presque dépourvue avant de traverser une deuxième région dense. Selon les données des instruments, la première couche du bouclier est perforée au moins à 10 reprises mais les télémesures indiquent que la sonde ne subit aucun dégât sur ses parties vitales. Durant la traversée de la chevelure, l'analyseur de poussière et le compteur de particules recueillent des données qui sont stockées dans la mémoire du calculateur de bord. Des photos d'excellente qualité du noyau de la comète sont également prises. Six heures après le survol de 81P/Wild, le collecteur de particules est rétracté. Le conteneur est désormais scellé jusqu'à son arrivée sur Terre.

### Retour des échantillons (2004-2006)

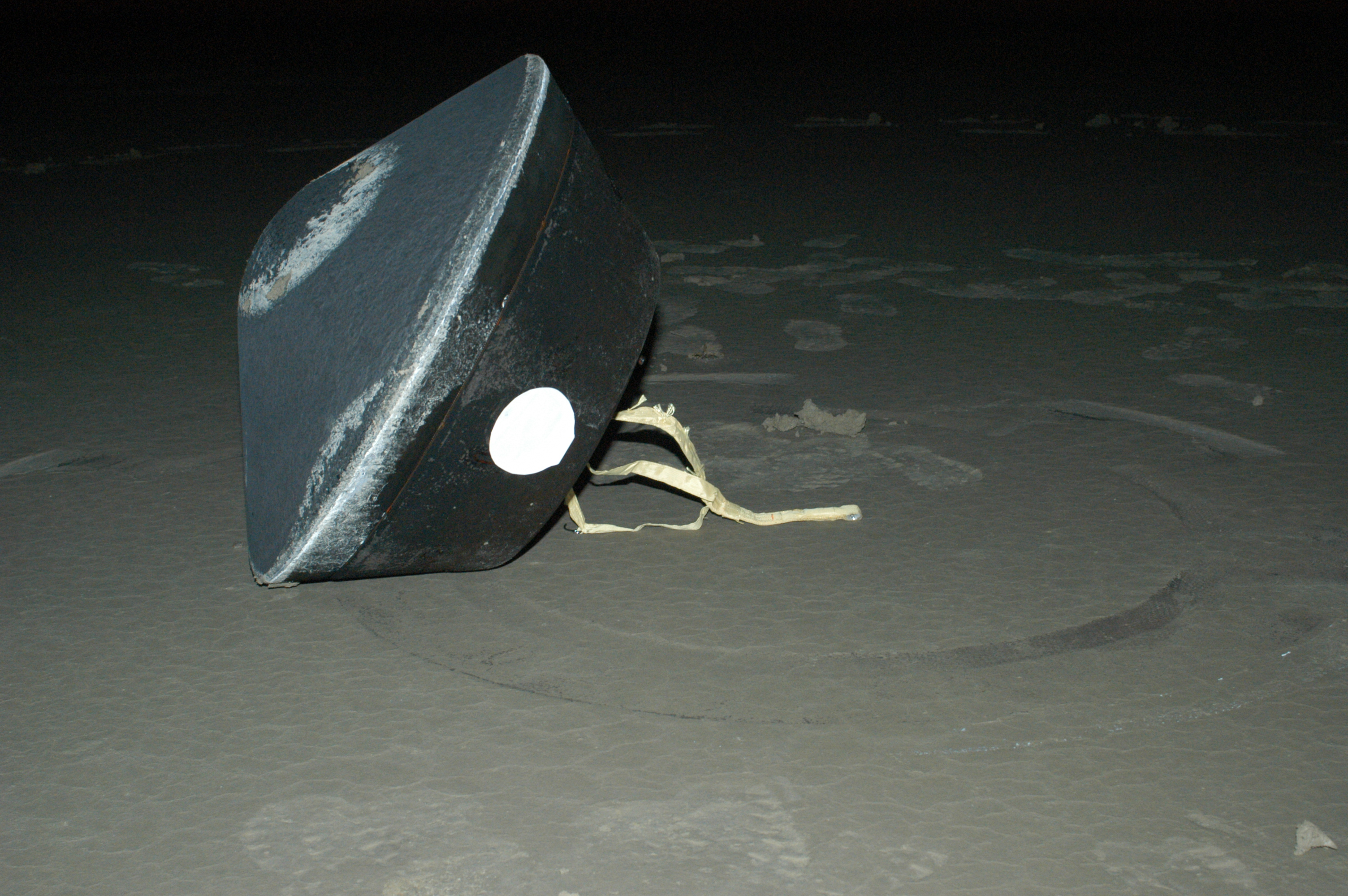
La capsule de retour de Stardust contenant les échantillons de poussières cométaires et interstellaires, sur son site d'atterrissage dans l'Utah, le 15 janvier 2006.

La sonde poursuit son orbite qui la rapproche de la Terre. Stardust doit survoler la Terre à une altitude de 125 km le 15 janvier 2006 à un moment très précis qui permet l'atterrissage de la capsule dans une ellipse de 76 km sur 44 km s'inscrivant dans le périmètre du Polygone de test et d'entraînement de l'Utah situé dans une région désertique. Celui-ci a été choisi car il s'agit du terrain militaire le plus vaste des États-Unis. Pour atterrir précisément dans cette zone, trois manœuvres de correction de la trajectoire sont effectuées durant les 90 jours qui précèdent le survol de la Terre : le 20 novembre 2005, le 5 janvier et le 13 janvier. Il est prévu qu'une dernière correction, optionnelle, pourra être effectuée le 14 janvier. Si les manœuvres de changement de trajectoire ne permettent pas le largage de la capsule dans de bonnes conditions, Stardust sera placée sur une orbite de 3,5 à 4 ans autour du Soleil pour fournir une autre occasion de faire atterrir la capsule contenant l'échantillon. Le 14 janvier, alors que la sonde est à 110 km d'altitude au-dessus de la Terre, les dispositifs pyrotechniques séparent la capsule de la sonde et un mécanisme écarte la capsule tout en lui imprimant une rotation de 14 à 16 tours par minute pour stabiliser son orientation.
Stardust, 15 minutes plus tard, effectue une manœuvre de correction de trajectoire pour se replacer sur une orbite héliocentrique tandis que la capsule, qui poursuit une trajectoire balistique, entame une rentrée atmosphérique. La sonde se déplace à une vitesse de 12,8 km/s et effectue la rentrée atmosphérique terrestre la plus rapide de tous les engins spatiaux, battant le record établi par Apollo 4 (11,14 km/s). Alors que la capsule se trouve à une altitude de 61 km et 52 secondes après avoir entamé la rentrée, le bouclier thermique de la capsule est porté à sa température maximum (3 100 °C). Dix secondes plus tard, la décélération atteint un pic de 63 g. 54 secondes plus tard, celle-ci tombe à 3 g et 16 secondes plus tard, alors que la capsule se déplace encore à la vitesse de mach 1,4 et se trouve à une altitude de 32 km, un mortier déploie un parachute stabilisateur. À peu près 3 minutes après avoir entamé sa descente la capsule, dont la vitesse horizontale est désormais nulle, entame une descente verticale. Alors que la sonde se trouve à 3 km d'altitude, le parachute stabilisateur est largué et le parachute principal est déployé. Une balise émettant en UHF dont l'antenne est solidaire d'une des suspentes du parachute est mise en marche pour permettre le repérage. L'émetteur a une autonomie de 20 heures. La capsule se pose le 15 janvier 2006 à 10 h 10 UTC dans le désert de l'Utah et est récupérée par les hélicoptères de la NASA,,.

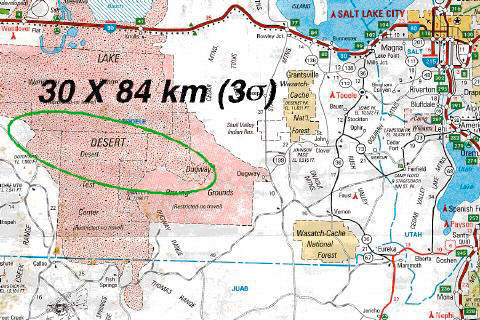
Ellipse prévue d'atterrissage de la capsule, en rose le terrain militaire de l'Utah.
- La rentrée atmosphérique de la capsule filmée depuis un avion de la NASA.
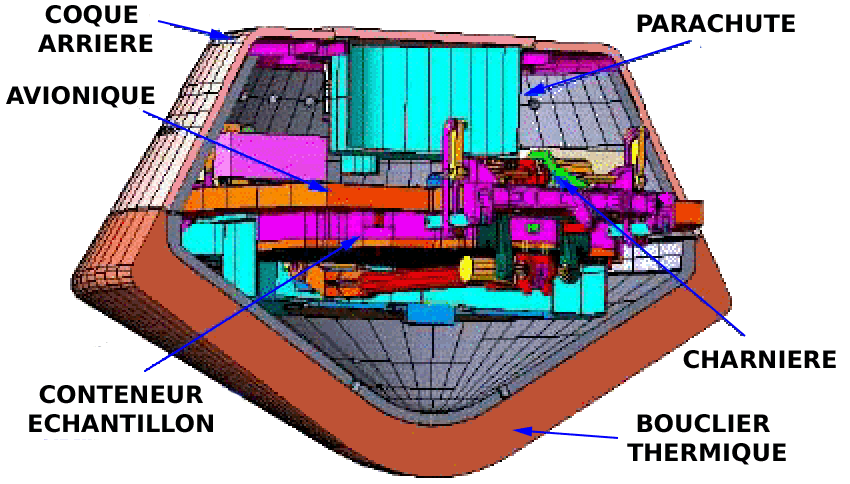
Schéma 5 : diagramme de la capsule contenant les échantillons.

## Résultats scientifiques

### Premier examen

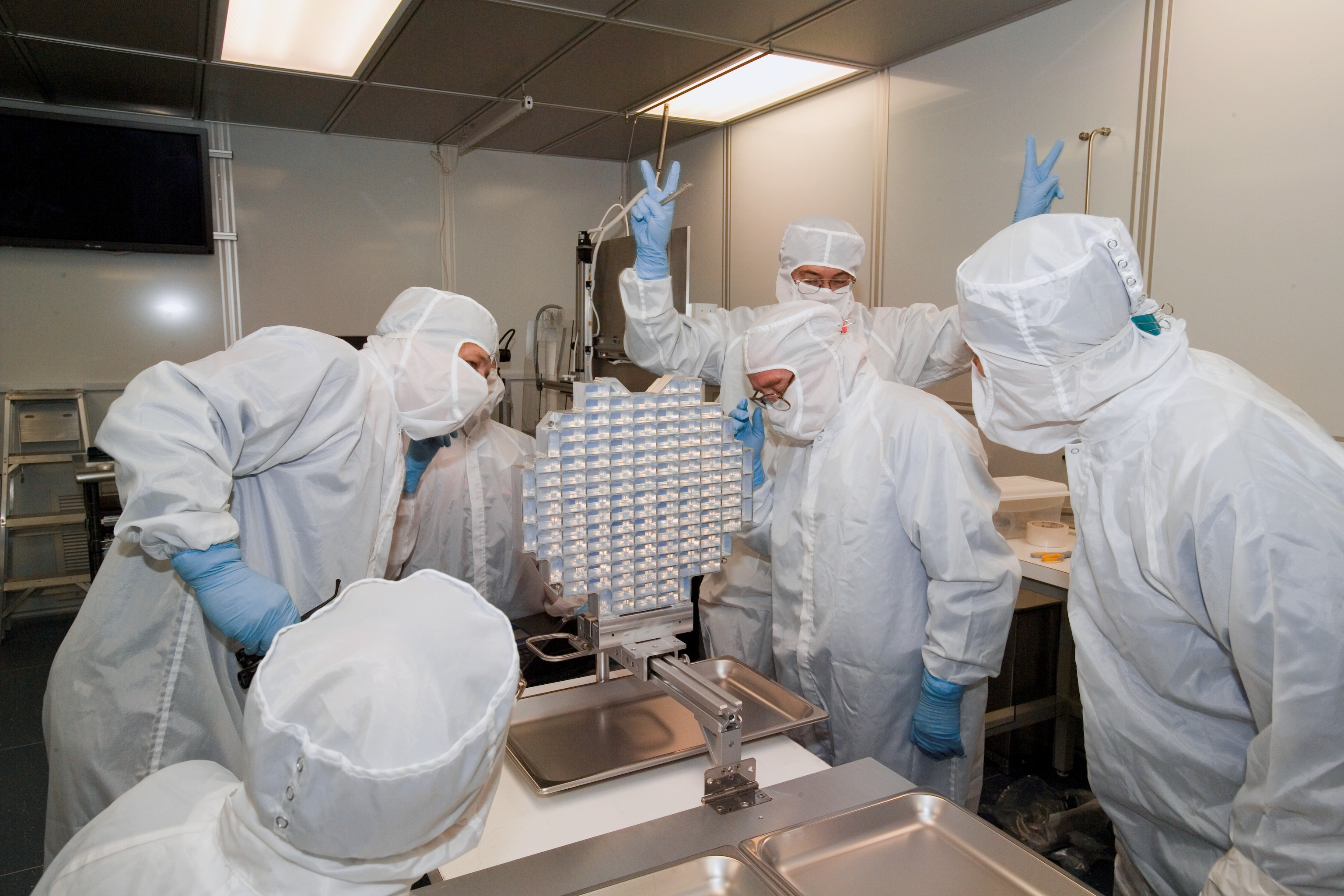
Arrivée du collecteur au laboratoire.

Après l'ouverture de la capsule, la première inspection de l'aérogel est effectuée dans une salle blanche située au Centre spatial Johnson de la NASA et permet de s'assurer immédiatement que la mission a atteint son objectif : environ 45 impacts sont visibles à l’œil nu. Par la suite, plus de 10 000 particules issues de la queue de la comète et d'une taille supérieure à un micromètre sont découvertes dans l'aérogel. Dans une première phase d'une durée de six mois, des particules représentant environ 10 % de la matière collectée sont distribuées à un groupe d'évaluation baptisé Preliminary Examination Team (PET) constitué de 175 scientifiques du monde entier formant six groupes de travail dédiés chacun à une thématique. Les échantillons sont étudiés au moyen de différentes techniques comme la microscopie X synchrotron, et les résultats de ces travaux donnent lieu à un premier ensemble de publications dans les journaux scientifiques. À l'issue de ce délai, les échantillons sont retournés au conservateur de la NASA (NASA Curatorial Facility). Celui-ci gère désormais la mise à disposition de l'ensemble de la collecte auprès de la communauté scientifique mondiale, en appliquant le protocole utilisé pour les échantillons des roches lunaires rapportées par les équipages des missions Apollo ou les météorites trouvées en Antarctique,,.

### Remise en question des hypothèses sur le processus de formation des comètes
En pénétrant dans l'aérogel à très grande vitesse, les poussières cométaires ont été en partie détruites ou altérées. Avant d'entamer leur analyse, les scientifiques effectuent un premier tri, difficile à réaliser compte tenu de la faible taille des échantillons collectés, entre les grains restés intacts, ceux qui ont été transformés par le processus de freinage et les produits secondaires de l'impact. Par ailleurs, à l'échelle observée, les chercheurs doivent faire face à des problématiques de contagion des échantillons par les constituants de l'aérogel : des molécules organiques complexes détectées se sont révélées ainsi être issues de l'aérogel. Malgré tous ces obstacles, les chercheurs ont déjà tiré en 2011 des conclusions importantes de leurs analyses :
- sur la base des observations effectuées, 81P/Wild est constituée de matériaux de la nébuleuse proto-solaire très hétérogènes qui n'ont pas subi de processus de transformation au sein de la comète. La composition et la proportion des minéraux et des matériaux organiques varient de manière importante d'une particule à l'autre. Cette hétérogénéité est constatée entre les poussières mais également au sein des grains de poussière qui sont constitués eux-mêmes de particules agglomérées de nature différente ;
- au vu des investigations effectuées sur les particules recueillies, les matériaux de la nébuleuse proto-solaire ont été largement brassés sur toute son étendue depuis sa partie centrale occupée par le Soleil en formation jusqu'à ses confins extérieurs. En effet, on trouve dans les débris analysés à la fois des minéraux qui se sont formés à des températures très élevées – tel que l'olivine, matériau qui ne peut être synthétisé qu'à de très hautes températures (1 026,85 °C) – et des matériaux organiques très volatils qui n'ont pu subsister qu'à l'extérieur de l'orbite de Jupiter ;
- les matériaux de la comète ne sont généralement pas d'origine interstellaire ou circumstellaire. La majorité des échantillons sont des particules cristallines dont la composition et la distribution isotopique est très proche de celle des météorites. On trouve toutefois, mais dans une proportion minoritaire, des grains qui d'un point de vue isotopique présentent des caractéristiques circumstellaires et plus rarement interstellaires ;
- des matériaux organiques d'une diversité sans précédent ont été identifiés. Leur composition est différente de ce qui est constaté dans les météorites primitives ou les poussières interstellaires tout en présentant certaines similarités. Ils sont particulièrement riches en oxygène et en azote et comprennent différents composants à la fois aromatiques et non aromatiques. Les chercheurs ont découvert un acide aminé, la glycine. Pour écarter les soupçons de contagion par l'aérogel, des études isotopiques ont été effectuées qui ont confirmé l'origine cométaire de cet acide aminé ;
- les matériaux organiques, ou du moins les matériaux organiques à partir desquels ils ont été eux-mêmes constitués, sont souvent d'origine interstellaire ou faisaient partie de la proto-nébuleuse. Ils présentent en effet un excès de deutérium et de l'isotope 15 de l'azote.

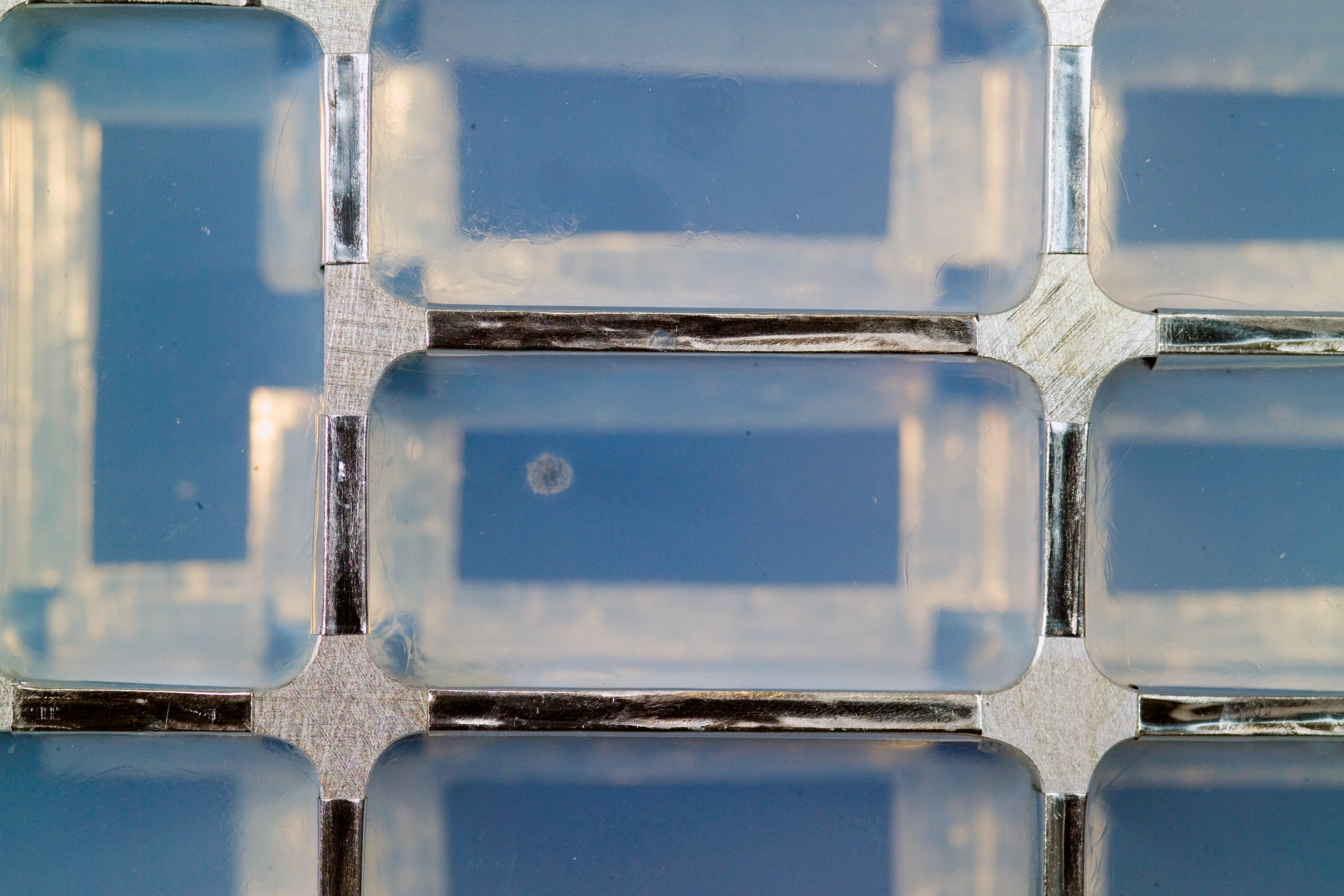
Impact d'une particule de la comète dans l'aérogel.
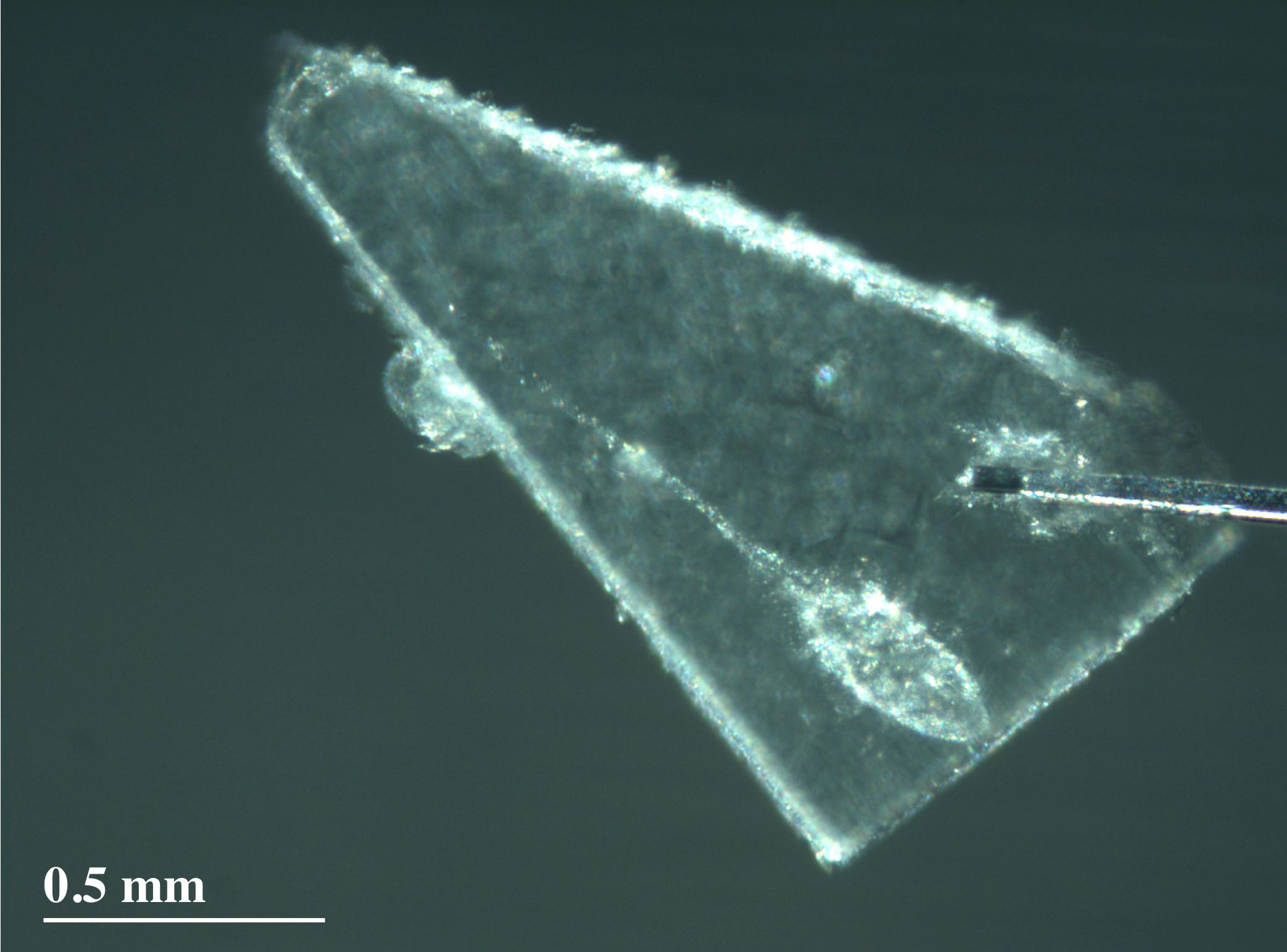
Un keystone : une fine lamelle découpée dans l'aérogel contenant une particule de la comète et son canal de pénétration.
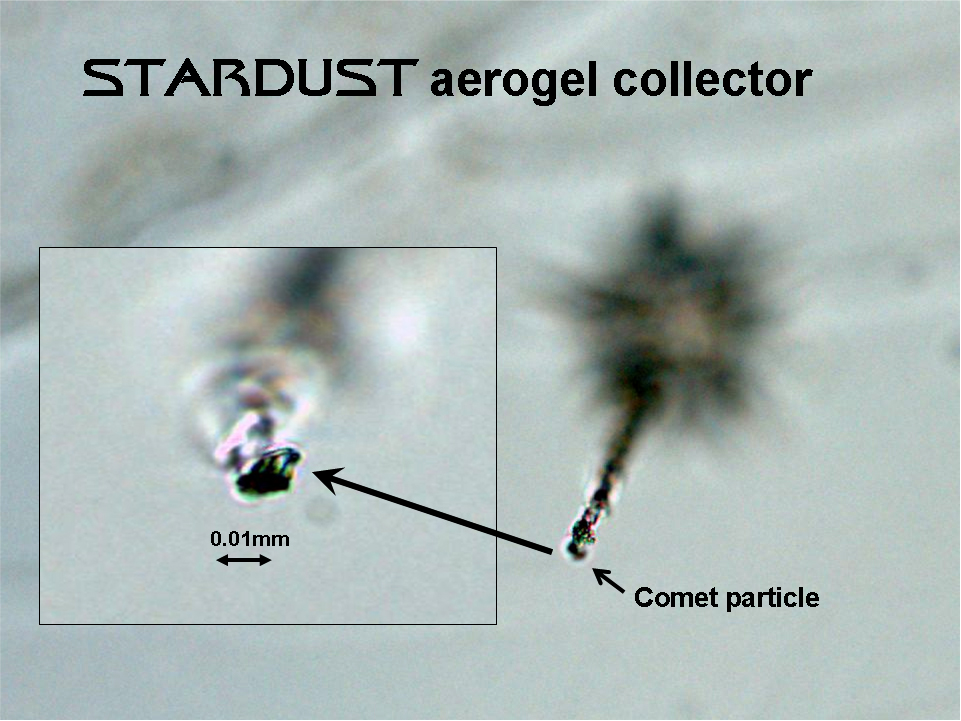
Sillon tracé dans l'aérogel par une particule.
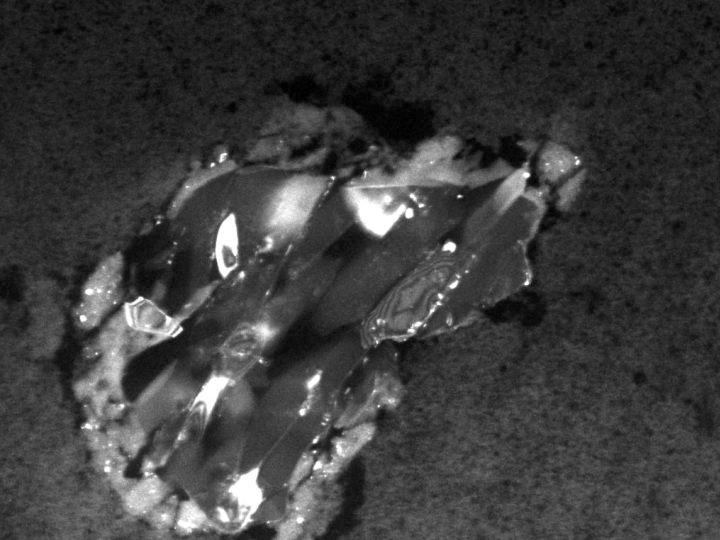
Une particule de comète composée de forstérite, un type d'olivine.

En synthèse, les comètes (du moins 81P/Wild) ne sont pas constituées à partir du matériau primordial – poussière interstellaire rassemblée au sein d'une nébuleuse – à partir duquel le système solaire est né. Ses constituants sont également différents bien qu'apparentés, de ceux trouvés dans les météorites les plus primitives.
Ces résultats encore partiels de la mission constituent une avancée décisive dans la connaissance des comètes mais certains scientifiques proposent déjà de mener une mission de retour d'échantillons plus ambitieuse pour combler certaines lacunes. En effet, la vitesse du survol de Stardust a détruit en partie les échantillons recueillis rendant l'interprétation des résultats plus complexe ; la collecte s'est déroulée sur une période de temps très courte et n'a peut-être pas permis d'obtenir un échantillon représentatif. Ces scientifiques proposent de lancer une sonde spatiale naviguant de concert avec une comète sur une partie de sa trajectoire autour du Soleil permettant un recueil de particules cométaires à faible vitesse relative et sur une longue durée (projet Comet Coma Rendezvous Sample Return proposé en 2008).

### Caractéristiques du noyau

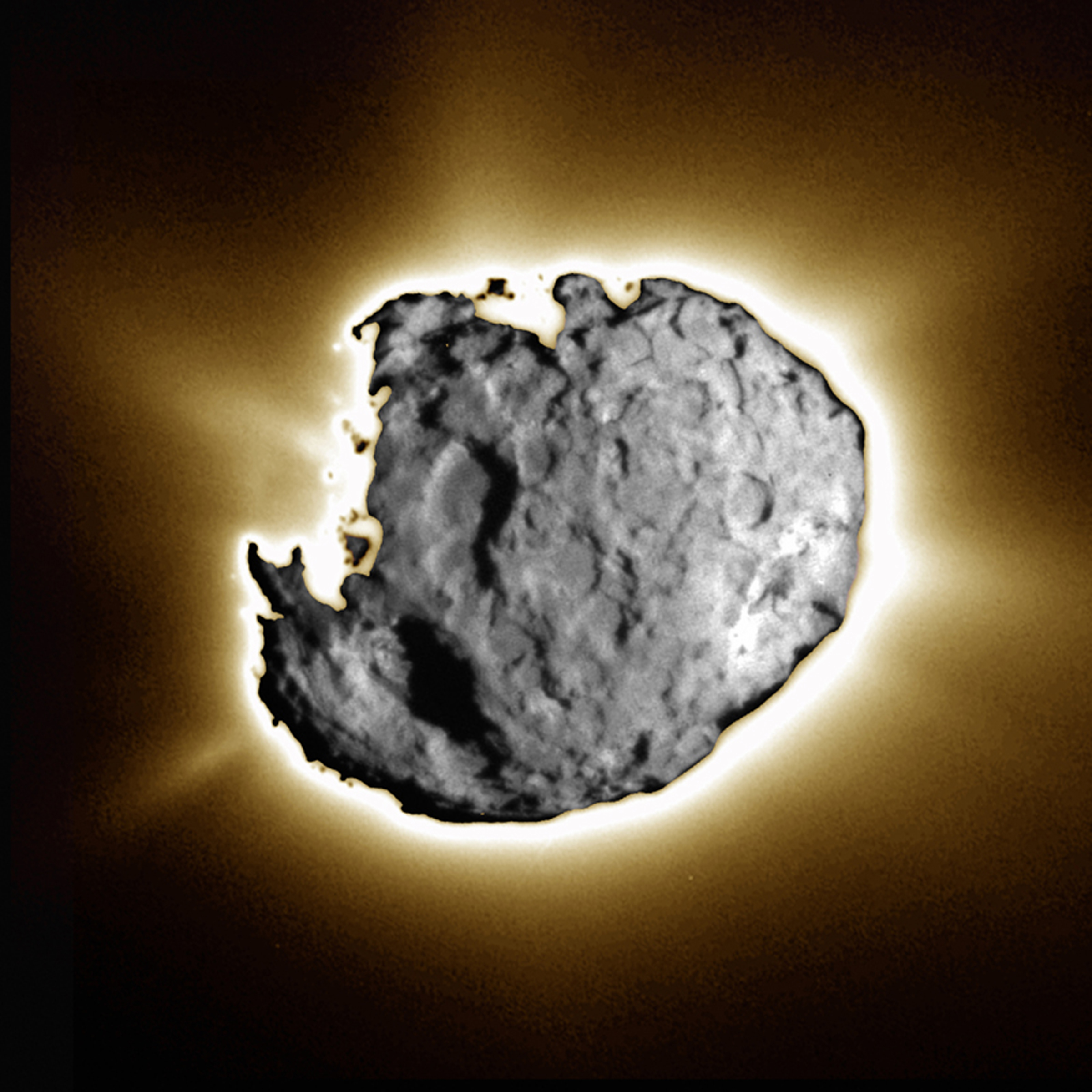
Sur cette image composite superposant deux photos prises durant le survol, on distingue les jets de gaz et de poussière éjectés par la comète.

Les 72 photos du noyau de la comète 81P/Wild prises par Stardust sont de bonne qualité et leur résolution est bien meilleure que celles de la comète de Halley prises par Giotto et de Borelly photographiée par Deep Space 1. Le noyau de la comète est approximativement rond (3,3 × 4 × 5,5 km) et est sans doute en rotation autour de son axe le plus court. Contrairement à Borelly, ce n'est vraisemblablement pas un agrégat de débris. Son albédo est de 3 %. Le relief est tourmenté avec des dépressions circulaires qui atteignent jusqu'à 2 km de diamètre et qui sont de deux types : avec des pentes faiblement inclinées ou délimitées par des falaises hautes de plusieurs centaines de mètres. La différence pourrait être due à la nature du sol. Les photos ne montrent aucun impact dont le diamètre soit inférieur à 500 mètres. Les cratères plus petits ont été comblés par les processus de dégazage et de sublimation que subit la comète lorsqu'elle se trouve près du Soleil. Il est probable que les éjectas générés par les principaux impacts projettent dans l'espace un matériau poreux et riche en matériau volatil qui ne crée pas de cratères secondaires. Des jets de gaz expulsés depuis la face non éclairée de la comète ont été observés alors que selon la théorie en vigueur ceux-ci sont seulement émis depuis la face réchauffée par le Soleil,.

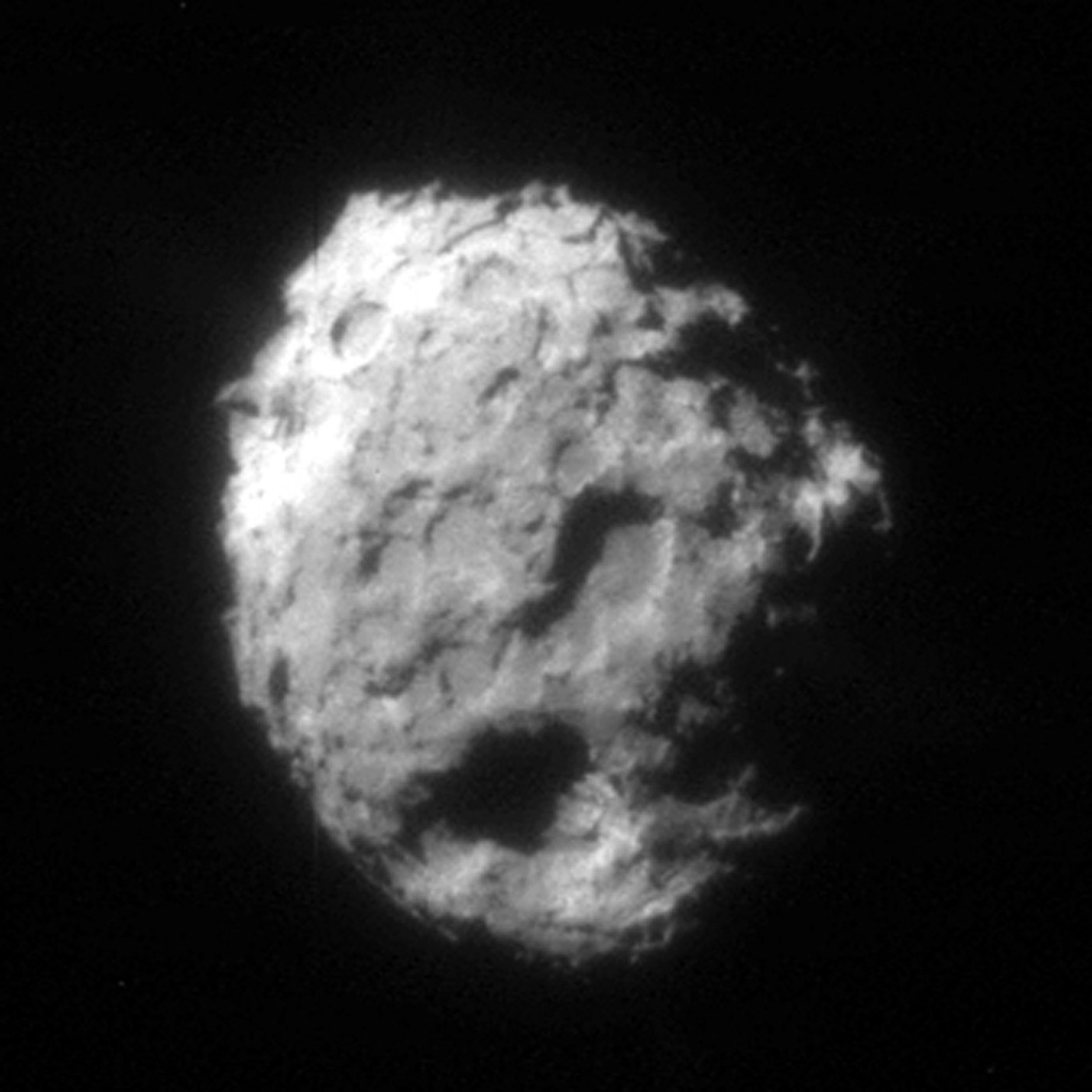
Vue rapprochée de la comète 81P/Wild.
Séquence animée du survol de 81P/Wild.
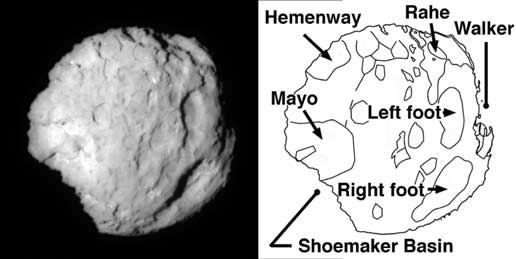
Les reliefs de 81P/Wild.

### Structure de la queue de la comète
Le compteur de particules DFMI a détecté des variations dans le flux de particules à l'échelle du kilomètre. Selon ces données, le nuage traversé lors du survol de la comète est beaucoup plus hétérogène que ce qui était modélisé avec des variations dans l'intensité du flux d'un facteur mille par kilomètre passant par exemple de 0,04 à 50 particules de 3 micromètres par mètre cube en deux secondes au point le plus proche de la comète. Ce facteur est trop important pour découler de la présence de jets de poussière localisés à la surface de la comète ; il est interprété comme le résultat de la fragmentation dans l'espace de blocs expulsés par le phénomène de dégazage. Ces blocs pourraient atteindre une taille de l'ordre du mètre dans l'un des cas observés. Par ailleurs, les particules « de grande taille » (masse > 10-6 grammes) représentent l'essentiel de la masse de la queue de la comète.

### À la recherche des poussières interstellaires
Les particules d'origine interstellaire collectées sont beaucoup plus petites (diamètre de l'ordre du micromètre) et beaucoup moins nombreuses que les particules d'origine cométaire. La recherche d'une particule dans l'aérogel a nécessité la prise d'environ 1,5 million de photographies à travers un puissant microscope, chacune couvrant une section extrêmement réduite de la raquette de collecte. Le travail d'analyse des photographies étant démesuré pour une équipe de scientifiques, la NASA a lancé un projet de type Sciences citoyennes, baptisé Stardust@home faisant appel à la communauté des internautes. 30 000 volontaires ont été sélectionnés sur leur capacité à reconnaître les traces ténues laissées par les particules dans l'aérogel. Ils analysent grâce à un microscope virtuel les images qui sont mises à disposition via internet, en recherchant les grains de poussière interstellaire. On espérait trouver une quarantaine de grains.
Les scientifiques travaillant sur la mission annoncent en août 2014 que l'analyse de sept grains de poussière interstellaires potentiels, dont trois découverts par les contributeurs bénévoles qui se surnomment les Dusters, sont sans doute d'origine interstellaire. Ils ont pu être identifiés à la fois par leur angle d'arrivée sur les collecteurs et leur composition élémentaire. Ils ont été probablement produits par l'explosion contemporaine (c'est-à-dire remontant à quelques centaines de millions d'années) de supernovae. La composition chimique varie d'un grain à l'autre. Des grains cristallins et de multiples composés à base de fer incluant notamment des sulfures ont été observés dans certains grains. Ces résultats contredisent les modèles de formation de la poussière interstellaire déduits des observations astronomiques et de la théorie,.

## Extension de la mission: NExT

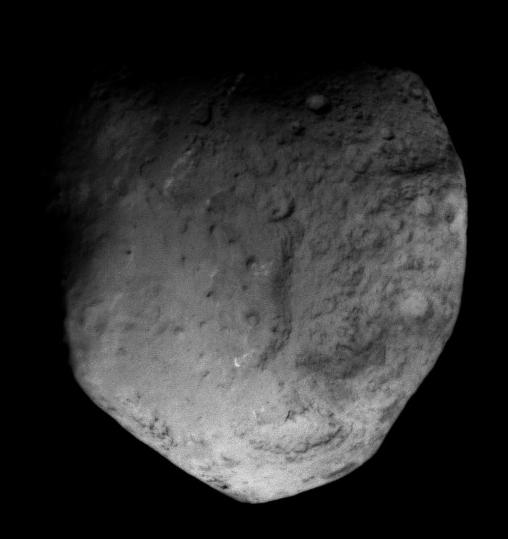
La comète Tempel 1 photographiée par Stardust.

À la suite du survol de la Terre et du largage de la capsule en octobre 2006, la sonde effectue plusieurs manœuvres de correction de trajectoire qui la place sur une orbite d'un an et demi autour du Soleil puis elle est mise en hibernation avec seulement ses panneaux solaires et son récepteur de communication qui restent actifs. En juillet 2007, la NASA décide d'assigner à la sonde une nouvelle mission baptisée Stardust-NExT (pour New Exploration of Tempel 1). Le coût de cette nouvelle mission est estimé à 29 M$. La sonde doit effectuer un survol de la comète Tempel 1 à une distance d'environ 200 kilomètres lui permettant ainsi de comparer les données visuelles recueillies au passage de la comète avec celles que la sonde Deep Impact a obtenu en février 2011. Il est prévu que la sonde croise à angle droit la trajectoire de la comète avec une vitesse relative de 11 km/s. La sonde sera au moment de la rencontre à 1,55 UA du Soleil et à 2,25 UA de la Terre.

### Objectifs de la mission NExT
Grâce aux données recueillies par Deep Impact avant le passage de Tempel 1 près du Soleil, Stardust va permettre pour la première fois d'étudier les changements apportés au noyau d'une comète par son passage près du Soleil durant lequel elle perd une partie de sa matière. La sonde doit notamment effectuer des photos à haute résolution du noyau qui lorsque la comète sera au plus près devrait atteindre 12 mètres par pixel. Les objectifs principaux de la mission NExT sont :
- recueillir des informations sur les modifications de la comète intervenues à la suite de son passage à proximité du Soleil ;
- mesurer les caractéristiques de la poussière cométaire de Tempel 1 pour les comparer à celles de la comète 81P/Wild ;
- fournir des informations complémentaires sur les formations de surface énigmatiques découvertes par la sonde Deep Impact ;
- prendre des photos de la surface du noyau et des jets ; mesurer la taille des particules de poussière et leur distribution durant la phase d'approche ainsi que la composition de la poussière.

Un objectif secondaire est de mesurer les modifications apportées à la surface de Tempel 1 par l'impacteur de Deep Impact.

### Transit vers Tempel 1 (2007-2011)
Pour réussir son rendez-vous avec Tempel 1, la sonde doit boucler pratiquement quatre orbites autour du Soleil entre lesquelles s'intercale une manœuvre d'assistance gravitationnelle de la Terre (cf. schéma 4). De ce fait, la mission NExT nécessite de prolonger la durée de vie de la petite sonde spatiale bien au-delà de ce qui était prévu à sa conception. Pour réaliser son rendez-vous avec Tempel 1, la sonde spatiale doit disposer de suffisamment de carburant pour modifier sa trajectoire. Ce carburant est également nécessaire pour les modifications d'orientation durant le survol et pour le pointage de ses équipements (antenne grand gain, panneau solaire, senseur d'étoile) durant les 4 années du transit. L'équipe projet a cumulé toutes les utilisations des propulseurs antérieures à la mission NExT et estime la quantité d'hydrazine restante à 17 kg (sur 87 kg au lancement) avec une incertitude de 1 kg. Mais une autre méthode de mesure plus directe basée sur l'inertie thermique du réservoir aboutit à une quantité inférieure de 2 kg. L'équipe de la mission décide de limiter au maximum la consommation notamment en effectuant des calculs très précis qui minimisent les corrections de trajectoire au cours du transit précédant le survol. Par ailleurs, divers équipements ont dépassé leur durée de vie nominale. Les propulseurs ont effectué un nombre de mises à feu supérieur à la valeur prévue par leur constructeur et les ingénieurs de la NASA décident de basculer sur le jeu de propulseurs de rechange. Peu avant le survol, le gyrolaser donne des signes de fatigue et la centrale à inertie de secours est activée,.
Après sa sortie d'hibernation en juillet 2007, les logiciels embarqués de Stardust sont mis à niveau et les instruments sont recalibrés. Plusieurs corrections de la trajectoire sont effectuées durant cette période. Le 14 janvier 2009, la sonde spatiale passe à 9 157 km de la Terre ce qui lui permet de corriger de manière importante son orbite grâce à une manœuvre d'assistance gravitationnelle. L'équipe projet redoute que les miroirs réfléchissants du périscope utilisés par la caméra n'aient été endommagés à la suite du survol de la comète 81P/Wild. Des photos de la Lune sont prises et permettent de constater que la qualité optique du télescope n'est pas détériorée. Une correction de trajectoire de 24 m/s est effectuée presque un an plus tard le 17 février 2010 : l'un des objectifs de cette manœuvre est de permettre à la sonde spatiale de survoler la comète Tempel 1 pour que le cratère formé par l'impact de Deep Impact soit en vue de la sonde spatiale. Une dernière petite correction de 0,33 m/s effectuée le 20 novembre 2010 affine la trajectoire.

### Survol de Tempel 1 et la fin de la mission (février 2011)

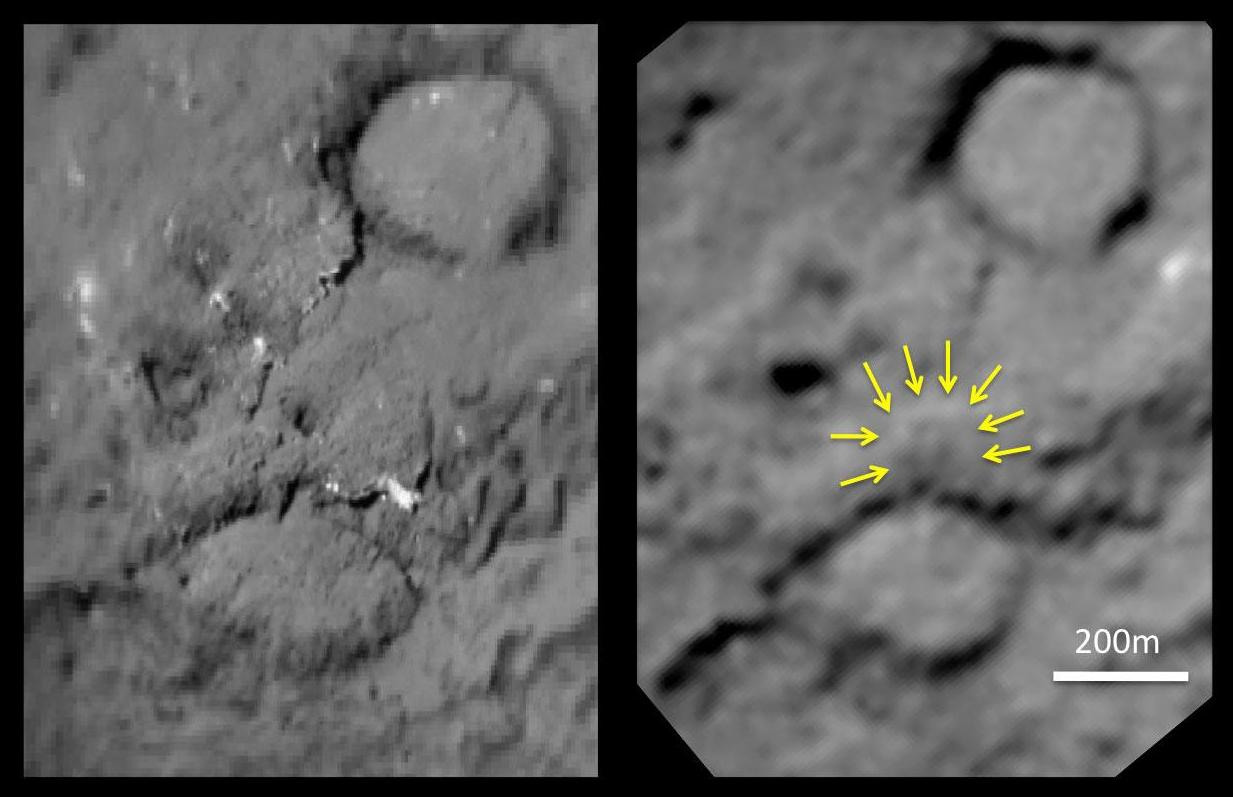
Le cratère artificiel créé par l'impacteur de Deep Impact photographié par celui-ci et par Stardust. Le cratère est visible mais partiellement comblé.

Deux mois avant le survol, Stardust commence la navigation « à vue » avec la prise d'une première photo de la comète le 16 décembre 2010. Les prises de vue sont désormais effectuées périodiquement mais la comète n'est pas détectée sur les photos. Début janvier 2011, la sonde spatiale est victime de plusieurs problèmes électroniques et elle passe en « mode survie ». Les opérateurs sur Terre parviennent à remettre Stardust en état de marche et finalement la comète est détectée le 18 janvier alors qu'elle se trouve à 26,3 millions de kilomètres de distance. Les photos permettent d'affiner la trajectoire : la propulsion est utilisée à deux reprises, le 31 janvier et le 7 février pour réduire la distance de survol de plus de 3 000 km. La séquence de survol proprement dit débute 24 heures avant la rencontre avec une activation progressive des instruments. La sonde survole la comète le 15 février vers 5 h UTC à une distance un peu inférieure aux 191 km visés. À la suite du survol, la sonde est remise en mode croisière et les 72 photos prises durant la rencontre sont transmises aux stations terrestres. Le 24 mars 2011, le moteur est mis à feu une dernière fois pour brûler le carburant résiduel. L'objectif de cette opération est de comparer la quantité de carburant restant effectivement dans les réservoirs et celle prévue par les modèles de calcul avec l'objectif d'améliorer ceux-ci car il n'existe pas de système de jauge fonctionnant dans le vide. L'opération est planifiée pour durer 45 minutes mais au bout de 30 secondes les données télémétriques indiquent que le réservoir est vide confirmant la sagesse des mesures d'économie d'ergols prises durant le transit. Stardust, désormais incapable de maintenir ses panneaux solaires pointés vers le Soleil, exécute automatiquement une séquence de commandes qui désactive son émetteur radio. Après avoir parcouru 5,69 milliards de kilomètres, la sonde spatiale devenue muette poursuit sa course immuable sur son orbite héliocentrique,,.

### Résultats du survol de Tempel 1
Les photos prises durant le survol de Tempel 1 montrent que le cratère créé par l'impacteur de Deep Impact s'est partiellement comblé ce qui résulte, selon les scientifiques, d'un noyau de comète fragile et peu compact. Le survol confirme la distribution non homogène des particules dans la queue des comètes déjà constatée pour 81P/Wild. Durant le survol, comme dans le cas de 81P/Wild, la sonde spatiale traverse des nuages denses de particules (près de 1 000 impacts de particules sur un kilomètre) intercalés entre des zones dépourvues de poussière. Cette observation semble confirmer la théorie des blocs éjectés de la comète par le dégazage se fragmentant dans l'espace.